# Portoria
Portoria (Portöia /puɾˈtɔːja/ in ligure) è un quartiere centrale di Genova, amministrativamente compreso nel municipio I Centro Est.
Era uno dei sestieri in cui era suddivisa anticamente la città di Genova. Il suo nome è legato alla rivolta contro gli austriaci del 5 dicembre 1746, iniziata con il celebre episodio del Balilla.
Per secoli quartiere popolare e periferico, pur se compreso all'interno delle mura cittadine, con l'espansione urbanistica di fine Ottocento è divenuto il centro della città moderna. Sono comprese nell'area di Portoria alcune delle principali vie e piazze del centro di Genova: piazza De Ferrari, piazza Dante, piazza Corvetto, parte della centralissima via XX Settembre, la principale arteria della zona commerciale di Genova e via Roma.

## Descrizione del quartiere

### Toponimo
Il nome deriva dalla presenza di una porta delle mura cosiddette del Barbarossa per essere state realizzate nel XII secolo, attorno al 1155, in vista dell'approssimarsi dell'imperatore tedesco. Questa porta era detta Porta Aurea, o Porta d'Oria (perché situata ai limiti delle proprietà della famiglia Doria), nome che nella contrazione in genovese è diventato Portóia. I suoi resti, composti dall'arco di entrata e dalle due torri, mozzate nel XVIII secolo, vennero demoliti nei primi anni sessanta del Novecento con la ristrutturazione urbanistica dell'intero quartiere.
(Federico Donaver, "Vie di Genova", 1912)

### Territorio

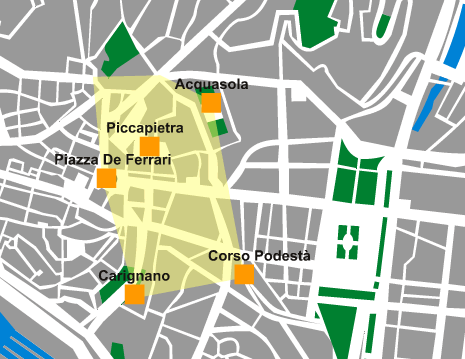
Mappa del sestiere di Portoria (compresa l'area di Carignano)

Storicamente il sestiere di Portoria comprendeva l'area tra le mura del Barbarossa e la cinta muraria cinquecentesca, costituita dalla valletta del Rivo Torbido e dal colle di Carignano. Il Rivo Torbido è un breve torrente (fin dal XVI secolo interamente coperto) che nasce dal colle di Multedo (nella zona di Piazza Manin, nel quartiere di Castelletto) e sfocia in mare nel cosiddetto "seno di Giano" (oggi interrato e compreso nell'area portuale), scorrendo al di sotto di via Palestro, Piazza Corvetto, via V Dicembre, Piazza Dante e Via Madre di Dio.
Con la costituzione delle circoscrizioni, nel XX secolo, al quartiere di Portoria fu accorpato quello di San Vincenzo, altro storico sestiere cittadino, creando la circoscrizione di "Portoria", suddivisa nelle "unità urbanistiche" di "San Vincenzo" e "Carignano", entrambe oggi comprese nel Municipio I Centro Est.
La zona di Portoria propriamente detta comprende un quadrilatero irregolare con ai vertici Piazza Corvetto, Piazza De Ferrari, Piazza Dante e il Ponte monumentale. Confina a ponente con i quartieri Molo e Maddalena, a levante con San Vincenzo, a nord con Castelletto e a sud con Carignano.

## Demografia
Il territorio dell'ex circoscrizione di Portoria contava al 31 dicembre 2017 una popolazione di 12 514 abitanti, di cui 5.262 nella sola "unità urbanistica" di San Vincenzo, che come detto comprende anche il cuore dell'antico sestiere di Portoria.
I dati storici disponibili riguardano la ex circoscrizione di Portoria nel suo complesso, con le due unità urbanistiche di S. Vincenzo e Carignano. La storia demografica della ex circoscrizione risente delle vicissitudini urbanistiche della zona. La popolazione, 35 877 abitanti al primo censimento del 1861, sale a 40.260 nel 1901, dato che rappresenta il "massimo storico". Da allora, con la trasformazione di questi antichi quartieri popolari in un'area destinata a centri direzionali e attività del terziario, ha inizio un vistoso calo demografico. Gli abitanti, ancora 35.007 nel 1936, si riducono a 20.021 nel 1961 e a 12.514 nel 2017, di cui 5.262, come già accennato, nella sola unità urbanistica di San Vincenzo.

## Storia
Comunemente oggi il nome di Portoria è riferito al quartiere di Piccapietra, nel cuore della città moderna, ma la sua storia è antica: prima che le distruzioni belliche e, soprattutto, la speculazione edilizia cancellassero le antiche case di artigiani, i caruggi e le piccole piazze, sradicandone la popolazione, era una sorta di enclave socio-linguistica.
La storia del quartiere dal XIV al XVIII secolo ha gravitato intorno alle numerose corporazioni di mestieri che ebbero sede nei nuclei storici, fuori dalle mura cittadine, sorti nel Medioevo su proprietà fondiarie ecclesiastiche. Altro importante punto di riferimento del quartiere furono i due complessi ospedalieri di Pammatone e degli Incurabili, attivi dalla fine del Quattrocento fino ai primi decenni del Novecento.
Le operazioni urbanistiche dell'ultimo secolo hanno sistematicamente distrutto il tessuto urbano e sociale preesistente, portando alla scomparsa pressoché totale dei nuclei storici di Piccapietra, Ponticello e borgo Lanaioli, dei quali restano poche frammentarie testimonianze nell'attuale quartiere a destinazione prevalentemente direzionale e commerciale.

### Le origini
Gran parte dell'area dell'attuale quartiere di Portoria, in epoca preromana (dal VI al III secolo a.C.) era occupata da una vasta necropoli che si estendeva dal Piano di Sant'Andrea all'omonimo colle ed all'area dove sarebbe poi sorta la chiesa di S. Stefano. I resti di queste sepolture vennero alla luce durante i lavori per la costruzione di via XX Settembre. Le tombe, simili a quelle etrusche, testimoniano la presenza etrusca a presidio dell'insenatura portuale, situata lungo la rotta per Marsiglia, attorno alla quale si era formato il primitivo insediamento.
Su quest'area, rimasta fuori dalle prime cerchie murarie cittadine, sorse dapprima (IX secolo) l'abbazia di Santo Stefano, alla quale faceva capo una vasta proprietà fondiaria di proprietà dei monaci benedettini dell'abbazia di San Colombano di Bobbio; le prime case sorsero verso la metà del XII secolo quando la città si dotò di una nuova cinta muraria, detta del Barbarossa, di cui facevano parte la porta Soprana e la porta Aurea; nel XIV secolo furono alcuni costruiti nuclei di case per accogliere i ceti artigiani; nello stesso periodo una nuova cinta muraria inglobava anche questi insediamenti.
Questi nuclei urbani dal tardo Medioevo fino al Settecento furono sede di numerose corporazioni, tra le quali emergeva quella dei Tintori, ai quali era intitolato anche un vicolo nel vecchio quartiere, scomparso con le demolizioni del Novecento.
Così descrive la zona suoi "Annali" il Giustiniani, vescovo e storico, all'inizio del Cinquecento:
E nella strada nominata Portoria, è l'ospedaletto edifizio fatto ai tempi nostri per il governo dei malati incurabili; ed oltrecché la fabbrica è grande e bella, il reggimento e l'ordine del servire è bellissimo, talché da Roma, e da molte altre primarie città sono venute genti a pigliar norma e regola da questo ospedaletto: e sono andati Genovesi medesimi a Roma a governare un somigliante luogo.»
(Agostino Giustiniani, "Annali della Repubblica di Genova", 1537)
Nel Seicento nel quartiere fu aperta la strada Giulia, ampliando la precedente "Strada Felice" e realizzando il primo collegamento carrabile tra il centro di Genova e la bassa Val Bisagno. L'apertura di questa strada, larga sette metri, misura eccezionale per quei tempi, rese necessario l'abbattimento di numerosi edifici. Ricalcando il percorso di questa strada, alla fine dell'Ottocento sarebbe stata realizzata via XX Settembre.
Nel 1684 il primitivo quartiere quattrocentesco fu quasi completamente distrutto dal bombardamento navale francese e in breve tempo ricostruito con il contributo statale.

### Gli ospedali di Portoria
Tra il XV e il XVI secolo nella zona di Portoria sorsero i due ospedali citati dal Giustiniani, oggi scomparsi, che furono per diversi secoli il principale punto di riferimento dell'assistenza sanitaria cittadina. In quel periodo, in varie città italiane numerosi benestanti, mossi dalla fede religiosa o semplicemente dalla volontà di contribuire al bene della città, donavano parte del loro patrimonio per interventi a favore delle persone più bisognose. Queste iniziative benefiche cercavano di intervenire nei limiti delle possibilità del tempo per alleviare le situazioni di infermità causate dalle difficili condizioni di vita dei poveri, che costituivano la maggior parte della popolazione. Nel solco di questa tradizione si collocano le figure di Bartolomeo Bosco ed Ettore Vernazza, fondatori rispettivamente dell'ospedale di Pammatone e di quello "degli Incurabili".

#### Ospedale di Pammatone
L'ospedale di Pammatone, per quasi cinque secoli il principale ospedale cittadino, fu fondato nel 1422 da Bartolomeo Bosco. Dal 1471, per volontà del senato della Repubblica, fu destinato a sostituire i tanti piccoli ospedali sparsi per la città.
Tra il 1478 e il 1510 presso l'ospedale visse Caterina da Genova, dedicandosi all'assistenza dei malati e all'amministrazione della struttura, di cui fu anche direttrice.
L'ospedale fu ingrandito nel 1758 grazie al contributo di numerosi benefattori, ed in particolare della nobildonna Anna Maria Pallavicini che con un lascito di 125.000 lire genovesi consentì l'inizio dei lavori.
All'inizio del XX secolo, attività e funzioni vennero trasferite al nuovo Ospedale San Martino e l'antica struttura di Pammatone divenne sede della Facoltà di Economia e Commercio dell'Università di Genova. Quasi completamente distrutto dai bombardamenti della seconda guerra mondiale, quanto restava del complesso fu demolito negli anni sessanta; sul sito dell'edificio settecentesco fu costruito il nuovo Palazzo di Giustizia, che conserva al suo interno il cortile colonnato, lo scalone monumentale dell'antico ospedale e alcune statue di benefattori.

#### Ospedale degli Incurabili
L'"Ospedale degli Incurabili" o "dei Cronici", popolarmente chiamato "Spedaletto", fu fondato da Ettore Vernazza nel 1499; per quattro secoli è stata la più importante istituzione genovese per l'assistenza ai malati cronici e mentali.
Inizialmente pensato per accogliere i malati di sifilide, una malattia a trasmissione sessuale che proprio in quegli anni aveva iniziato a diffondersi in Europa, nei decenni successivi alla fondazione vi furono ammessi anche epilettici e malati mentali.
Il grande complesso, nel quale furono inglobati anche la duecentesca chiesa di S. Colombano e l'annesso convento, funzionò fino agli anni venti del Novecento, quando attività ed arredi furono trasferiti al nuovo ospedale di S. Martino, ma già dal 1841 la maggior parte dei pazienti psichiatrici erano stati trasferiti nel nuovo manicomio costruito nella zona di San Vincenzo.
Semidistrutto dalle bombe della seconda guerra mondiale, quanto restava del complesso fu demolito negli anni sessanta, quando fu realizzato il moderno quartiere direzionale e commerciale di Piccapietra.

### La rivolta di Balilla nata in Portoria
A sinistra: la statua di Balilla in una foto d'epoca.
Sopra: A. Botta Adorno
L'antica Portoria è nota per la sollevazione dei genovesi contro l'esercito austro-piemontese, che occupava la città sotto il controllo del ministro plenipotenziario Antoniotto Botta Adorno, avvenuta il 5 dicembre 1746. Iniziatore della sommossa fu un ragazzino, un secolo più tardi identificato come Giovan Battista Perasso, detto Balilla.
L'episodio si inquadra nel contesto della guerra di successione austriaca, in cui la Repubblica di Genova si trovò coinvolta accanto a francesi e spagnoli contro il ducato sabaudo e l'Austria.
Nel settembre del 1746 gli austriaci del generale Botta Adorno avevano occupato la città. Il 5 dicembre un drappello di soldati austriaci si trovava ad attraversare le strade del quartiere trascinando nella strada di Portoria un pesante mortaio che doveva essere spostato dalle alture di Carignano in un altro punto strategico per il controllo della città.

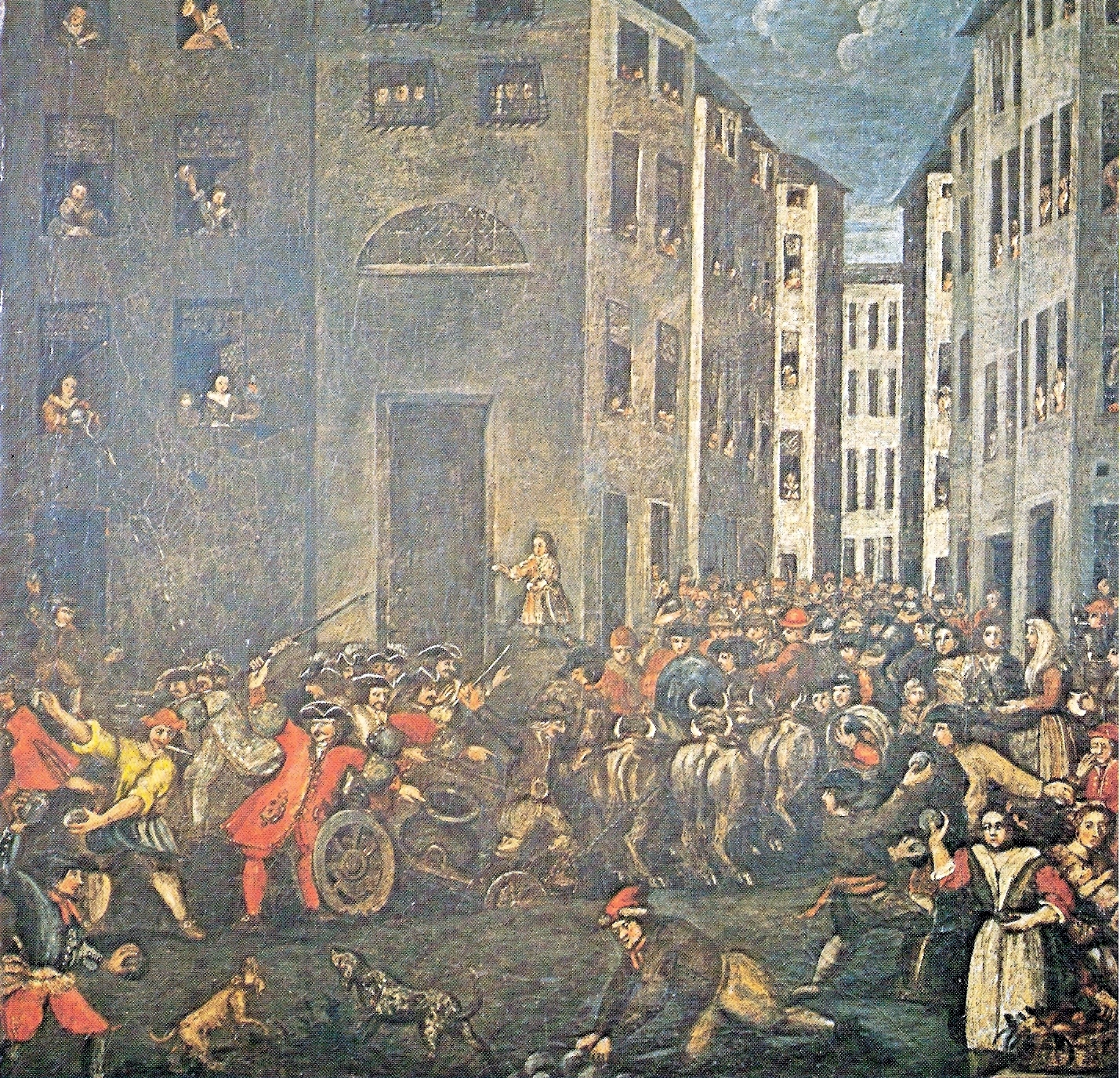
La rivolta a Portoria contro gli Austriaci in una tela di Giuseppe Comotto. Al centro è raffigurato il Balilla

La strada, forse resa fangosa dalla pioggia, sprofondò sotto il peso del mortaio e i soldati chiesero aiuto alla gente del posto apostrofandola in malo modo; quando un sottufficiale alzò un bastone contro un uomo per farsi ubbidire ebbe inizio la rivolta.

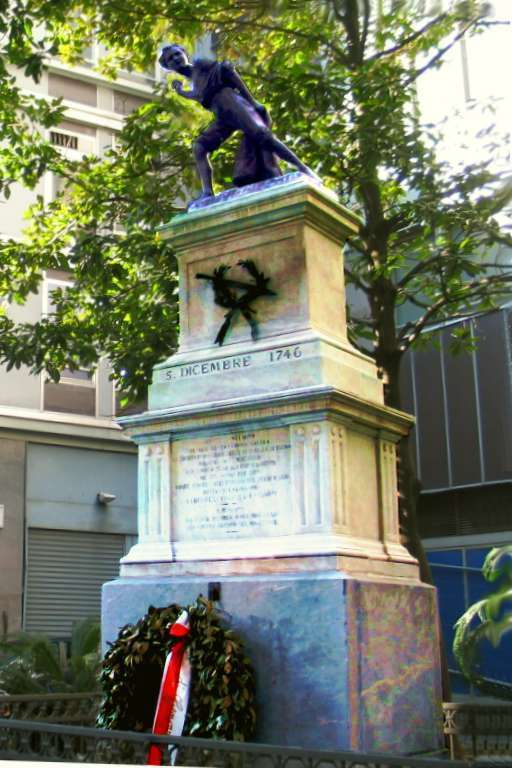
Il monumento come si presenta attualmente

Gridando "Che l'inse?" (ovvero che la incominci?), un ragazzo lanciò il primo sasso, a cui fece seguito una pioggia di pezzi di acciottolato scagliati contro i soldati, costretti ad abbandonare il mortaio e a darsi alla fuga.
Una targa in marmo, che riporta semplicemente la data 5 dicembre 1746, sopravvissuta alle vicissitudini urbanistiche che hanno portato alla distruzione del quartiere, e oggi collocata al centro della sede stradale, all'incrocio tra via V Dicembre (l'antica strada di Portoria, oggi così rinominata a ricordo della storica giornata), via E. Vernazza e via delle Casacce, indica il luogo in cui accadde questo avvenimento.
Una statua in bronzo raffigurante il Balilla, opera di Vincenzo Giani (1831-1900), fu collocata nel 1862 nel luogo dove presumibilmente era avvenuto il celebre episodio, nei pressi dell'ospedale di Pammatone. Negli anni sessanta, con la demolizione dell'antico quartiere la statua fu trasferita a Palazzo Tursi; dopo un intervento di restauro, nel 2001 fu risistemata nella sua originaria collocazione, di fronte al Palazzo di Giustizia, sia pure in un contesto urbano completamente modificato.
Pur essendo storicamente accertato che l'iniziatore della rivolta fosse stato un ragazzo, non si hanno conferme storiche della sua identità. Il giovanissimo eroe della rivolta oltre un secolo dopo fu da alcuni identificato come Giovan Battista Perasso, un ragazzo del quartiere, nato nel 1735; secondo altri si trattava invece di un omonimo giovane proveniente da Montoggio, nell'entroterra genovese, nato nel 1729, ma non esistono documenti che attestino l'una o l'altra di queste identità, come affermato nel 1927 dalla Società Ligure di Storia Patria, ribadendo quanto già espresso dal Neri e dal Donaver alla fine dell'Ottocento.
(Federico Donaver, "Storia di Genova", 1890)

### L'Ottocento
Così il Casalis descrive il sestiere di Portoria poco prima della metà del XIX secolo:
Né dimentìcheremo … la passeggiata dell'Acquasola. Le carceri sono nel locale di s. Andrea. Le strade principali sono: via Giulia; via s. Giuseppe, ripianata dopo il 1816, detta per l'avanti la crêuza del diavolo, via di Portoria, famosa nella guerra del 1746, salita di s. Catterina, ornata di nobili edifizii, ampliata, spianata, ritoccata più volte dopo il 1816, ed ultimamente lastricata (1840) con ottimo accorgimento, via di s. Ambrogio, che ha da un lato umili casucce, via dritta dal piano di s. Andrea fino a Ponticello, e quindi fino alla porta di s. Stefano.
Suolsi aggregare al sestiere di Portoria l'accademia di Belle Arti ed il gran teatro Carlo Felice.
Questo sestiere contava nel 1837 abitanti 31.000.»
(Goffredo Casalis, "Dizionario geografico, storico, statistico e commerciale degli stati di S.M. il Re di Sardegna", vol VII, 1840)
A quest'epoca Portoria era ancora un quartiere popolare, a margine della città storica, ma a partire dalla metà del secolo, con l'attuazione del piano predisposto dall'architetto Carlo Barabino nel 1825, volto ad estendere la città verso levante superando i limiti della città medioevale, ebbe inizio una vera e propria rivoluzione urbanistica che in poco più di un secolo avrebbe completamente modificato l'assetto della zona, trasformando l'antico quartiere di operai e artigiani in un centro direzionale e commerciale.

#### L'espansione urbanistica di fine Ottocento
I primi interventi, condotti intorno al 1840 da G.B. Resasco, successore del Barabino nel ruolo di architetto civico, riguardarono la zona di San Vincenzo. Il primo intervento nell'area di Portoria, intorno al 1870, fu l'apertura di via Roma e piazza Corvetto per creare un collegamento tra il centro cittadino e i nuovi quartieri residenziali sorti pochi anni prima nella zona di Castelletto, ma una vera e propria svolta si ebbe verso la fine del secolo, con la realizzazione di Via XX Settembre, ancora oggi asse portante della viabilità urbana.
La strada, realizzata rettificando ed ampliando le esistenti via Giulia (nel quartiere di Portoria), via della Consolazione e via Porta Pila (nel quartiere di S. Vincenzo), fu caratterizzata fin dagli inizi da un'architettura in stile Liberty; tra gli architetti che parteciparono alle varie progettazioni vi fu anche il fiorentino Gino Coppedè. Per costruire la strada furono demoliti quasi tutti gli edifici su entrambi i lati della vecchia via Giulia.

### Il Novecento
L'attuazione dei vari piani di ristrutturazione urbanistica determinò la scomparsa, oltre a moltissime case, di numerosi storici edifici, civili e religiosi.
Già negli anni settanta dell'Ottocento, con l'apertura di via Roma e della parallela Galleria Mazzini, furono demolite la cinquecentesca chiesa di San Sebastiano con l'annesso convento, il conservatorio delle figlie di San Giuseppe, fondato da Ettore Vernazza nel XVI secolo, con l'omonima chiesa, costruita nel 1606, l'oratorio di S. Giacomo delle Fucine e un tratto dello storico acquedotto cittadino, comprendente il ponte-canale che attraversava salita S. Caterina.
L'apertura di via XX Settembre ed il successivo ampliamento di piazza De Ferrari determinarono la scomparsa della settecentesca chiesa del Rimedio, della chiesa e dell'ex convento di S. Andrea, trasformato in carcere, e dell'intero tratto delle mura del Barbarossa compreso tra la Porta Soprana e la Porta Aurea.
Con il piano del 1931, con cui fu demolito l'intero borgo di Ponticello, delle due palazzate ai lati di "vico dritto Ponticello", fu risparmiata solo la casa di Colombo.
Negli anni sessanta, con la creazione del centro direzionale di Piccapietra, oltre all'antico borgo, furono demoliti i due storici ospedali di Pammatone e degli Incurabili, ormai ridotti a ruderi dalla guerra, la chiesa di San Colombano (inclusa nel complesso degli Incurabili), la porta Aurea, che aveva dato nome al quartiere, gli oratori delle Casacce di S. Andrea e S. Bartolomeo.

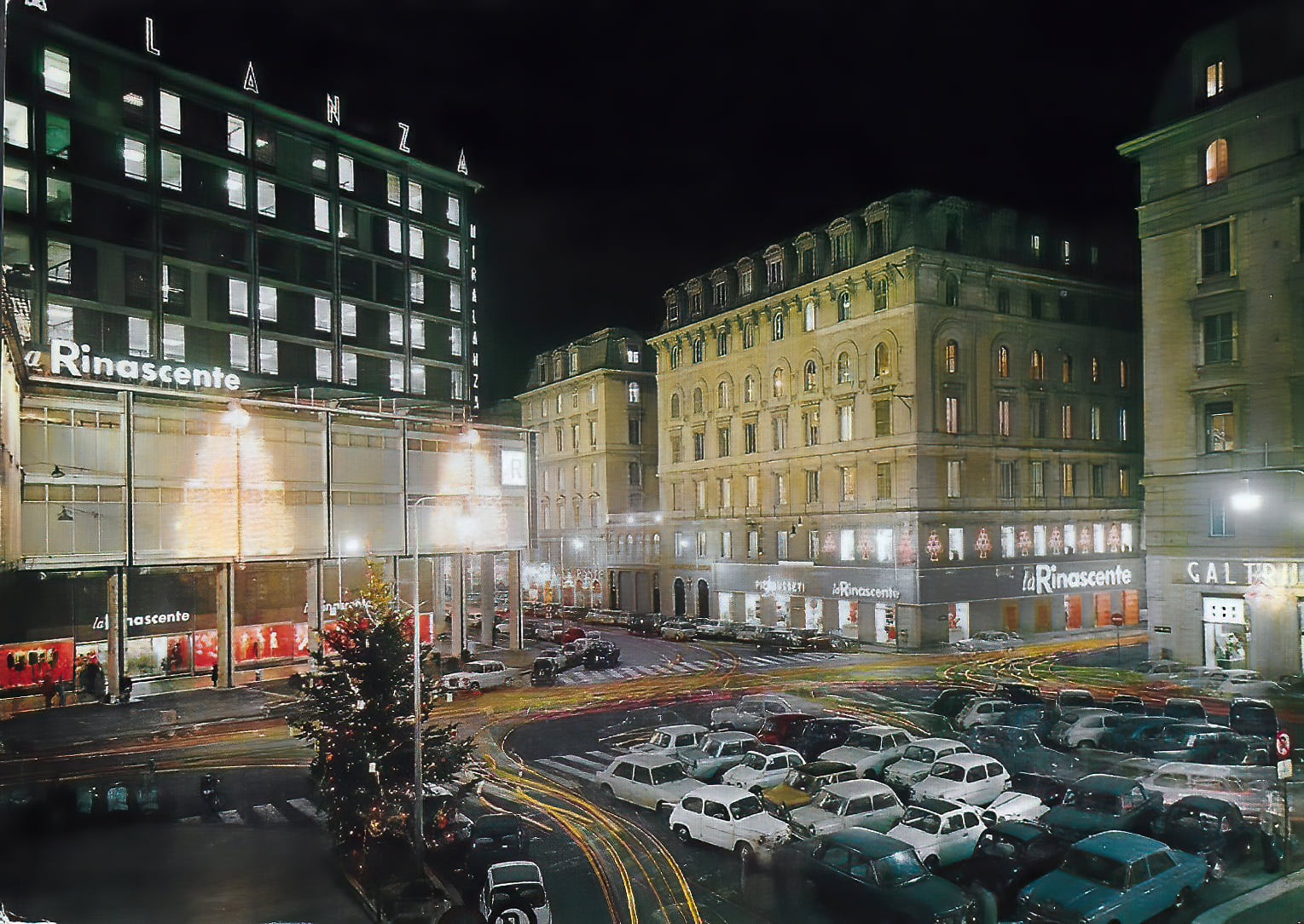
Largo XII Ottobre, all'incrocio con Via Ettore Vernazza e Via Sofia Lomellini nel 1968

Gli eventi principali che hanno caratterizzato il quartiere nel secolo che si apriva sono legati principalmente al riassetto urbanistico; con la sistematica applicazione dei successivi piani urbanistici, nel giro di pochi decenni, di quella che era stata per secoli una periferia popolare rimasero pochi edifici monumentali, soprattutto chiese d'importanza storica, attorniate da edifici moderni, con stili architettonici differenziati a seconda dei diversi periodi: si va dal liberty degli edifici di via XX Settembre, ai grattacieli in stile razionalista di piazza Dante, alle moderne strutture in vetro e cemento di Piccapietra.
- Nei primi anni del nuovo secolo, per completare via XX Settembre ed ampliare piazza De Ferrari, fu spianata la collina di Morcento, detta anche di S. Andrea, dal nome dell'antico convento delle monache benedettine di S. Andrea della Porta, che sorgeva alla sua sommità e che era stato trasformato in carcere nel 1817. Sull'area del colle fu realizzata via Dante (1904) con gli edifici che vi si affacciano, tra i quali il palazzo della Nuova Borsa.[10][25]
- Nel periodo del fascismo, il "Piano delle aree centrali" (1931) interessò l'area di Ponticello: con la demolizione dell'antico quartiere scomparvero le palazzate di vico dritto Ponticello, addossate alla Porta Soprana, e furono realizzate piazza Dante e le vie limitrofe, dove sorsero due grattacieli, uno dei quali, la Torre Piacentini, con i suoi 108 m è stato per molti anni l'edificio più alto d'Europa.[6]
- Nel dopoguerra, il "Piano Particolareggiato di Piccapietra" (1959) interessò il cuore dell'antica Portoria, con la demolizione dei due antichi ospedali, da tempo dismessi e ridotti ormai a ruderi dai bombardamenti. Al posto delle antiche case sorsero piazza Piccapietra (che prende il nome dall'antico rione abitato dagli scalpellini) e fu aperta via XII Ottobre.[6][26]
- L'ultimo intervento, realizzato a partire dal 1966, interessò la zona di via Madre di Dio e portò alla totale scomparsa di borgo Lanaioli (zona oggi inclusa nell'unità urbanistica di Carignano).[6]

Il tema delle demolizioni dell'antico quartiere è stato all'epoca fonte di ispirazione per diversi autori di canzoni genovesi che raccontano la nostalgia per un mondo popolare che andava scomparendo insieme con le vecchie case, sostituite da fredde architetture moderne; molto popolari divennero testi come Piccon dagghe cianin (“Piccone fai piano”), una canzone molto sentita dai genovesi, nota soprattutto nell'interpretazione de I Trilli e incisa anche dai Ricchi e Poveri nel 1977.
Questi testi sono espressione di un diffuso sentire, che ha visto nel radicale riassetto urbanistico della zona non soltanto la distruzione di vecchie case ed edifici storici, ma la disgregazione di un consolidato tessuto sociale. Ancora oggi, a molti anni di distanza, non è raro che siano usati i termini scempio e speculazione per definire queste operazioni urbanistiche, anche se conseguenza forse inevitabile dell'espansione della città avviata alla fine dell'Ottocento.

## Monumenti e luoghi d'interesse

### Piazze, strade e spazi pubblici
Il quartiere di Portoria comprende alcune delle principali vie e piazze di Genova.

#### Piazza De Ferrari

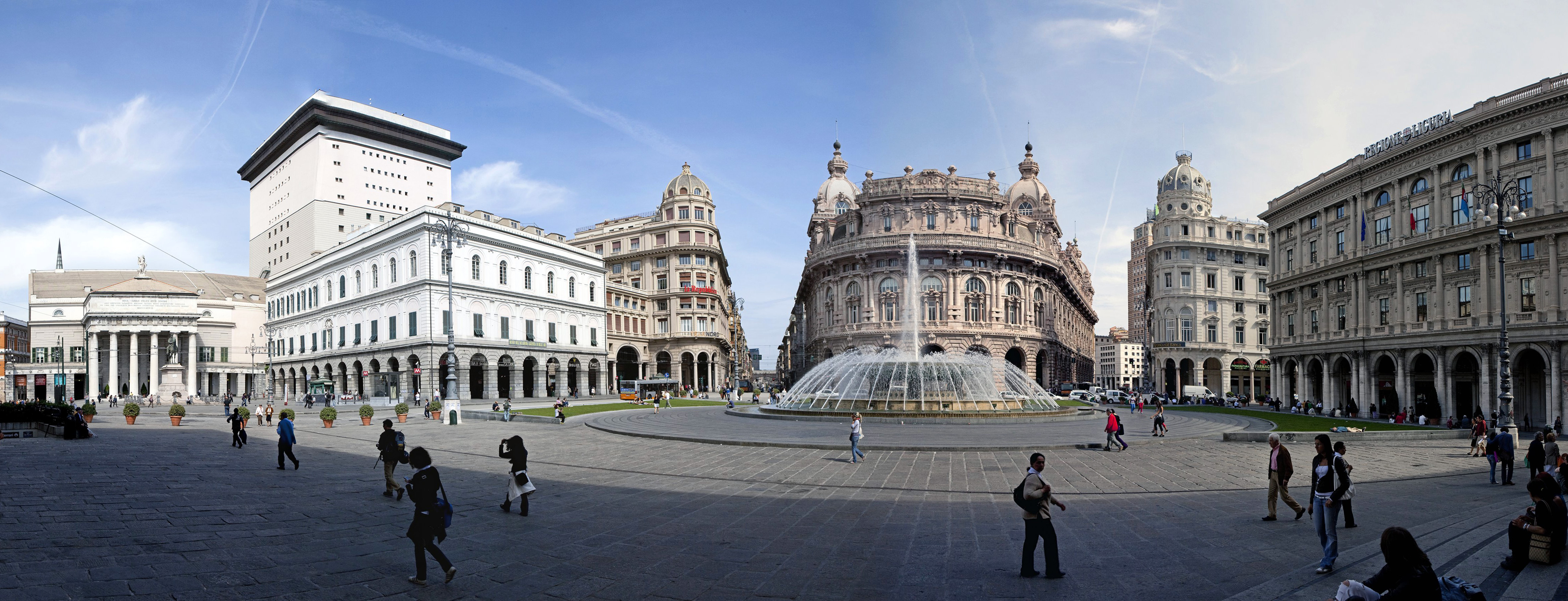
Veduta a 180º di piazza De Ferrari

Piazza De Ferrari intitolata al duca di Galliera Raffaele De Ferrari, è la principale piazza di Genova, centro della città moderna. È formata da due aree contigue: una, più piccola, antistante il teatro Carlo Felice, corrispondente all'incirca alla vecchia piazza S. Domenico, che oggi vediamo nella sua sistemazione degli anni venti dell'Ottocento, quando fu demolita la chiesa di S. Domenico per costruire il teatro e il palazzo dell'Accademia ligustica di belle arti; la seconda e ben più vasta area, di forma quadrangolare, circondata da edifici in stile eclettico, fu creata con sbancamenti e demolizioni tra la fine dell'Ottocento e i primi del Novecento, quando furono aperte le importanti arterie che vi confluiscono, facendone il principale snodo viario della città moderna. Al centro della piazza dal 1936 è collocata la grande fontana in bronzo, disegnata da Giuseppe Crosa di Vergagni.
Oggi quasi completamente pedonalizzata, negli anni novanta è stata sottoposta ad un intervento restyling, che ha riguardato principalmente la pavimentazione stradale, la fontana e la facciata del Palazzo Ducale.Su di essa si affacciano il teatro Carlo Felice, con il pronao neoclassico ideato dall'architetto Carlo Barabino, ed alcuni storici palazzi, sedi di aziende e istituzioni pubbliche. Partendo dal Palazzo Ducale, in senso antiorario si incontrano:
- Il Palazzo della Regione Liguria, già Palazzo della Società Italia di Navigazione (Cesare Gamba, edificato tra il 1912 e il 1923).[10]
- Il Palazzo del Credito Italiano (Giuseppe Tallero, 1914), all'angolo tra le vie Dante e Petrarca.[6]
- Il Palazzo della Nuova Borsa, edificato tra il 1907 e il 1912, su progetto di Dario Carbone,[32] all'angolo tra via XX Settembre e via Dante.[6]
- Il Palazzo dell'Accademia ligustica di belle arti, costruito tra il 1827 e il 1831 su progetto di Carlo Barabino.
- Il Teatro Carlo Felice (progettato da Carlo Barabino), edificato nel 1928, con il suo pronao neoclassico.[33] Dell'edificio originale è conservato solo il pronao neoclassico del Barabino.

Il lato nord-occidentale, che corrisponde all'antica piazza San Domenico e presenta sostanzialmente l'aspetto voluto dal Barabino, forma una rientranza con al centro il monumento equestre a Giuseppe Garibaldi, opera dello scultore Augusto Rivalta (1893), sulla quale si affacciano il teatro, il palazzo dell'Accademia Ligustica e, dalla parte opposta, due palazzi allineati con Palazzo Ducale, i più antichi fra quelli nella piazza, anche se rimaneggiati nell'Ottocento:
- Il Palazzo Doria De Fornari, costruito in epoca medievale per i Doria, fu rinnovato fra il Cinquecento e il Seicento e poi nuovamente, in particolare, nell'Ottocento, quando fu anche sede di un albergo di lusso.
- Il Palazzo Agostino Spinola, nato nel XVIII secolo dall'unione di tre distinti edifici risalenti al tardo Cinquecento. La facciata, coronata da otto statue allegoriche che fiancheggiano lo stemma della famiglia Brignole Sale De Ferrari, fu rifatta nel 1830 in stile neoclassico, probabilmente dal Barabino.[6][34]
- Il Palazzo Giulio Pallavicini, anch'esso derivato dall'accorpamento già in epoca tardomedioevale di due edifici della famiglia Doria, sorge accanto al Palazzo Ducale, dal quale lo divide salita del Fondaco.[6][10]

#### Piazza Corvetto

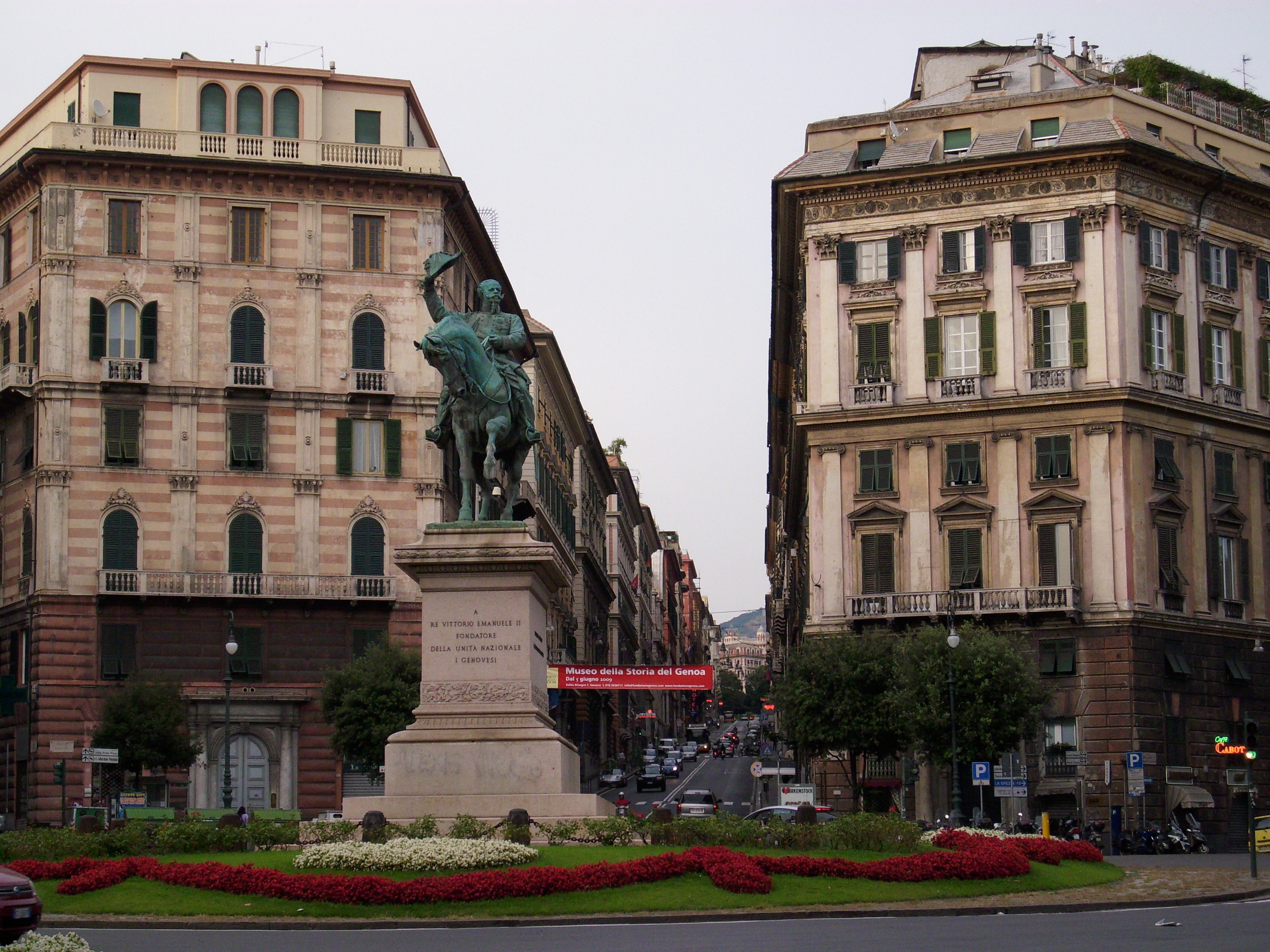
Piazza Corvetto con il monumento a Vittorio Emanuele II

Di forma circolare, fu realizzata nel 1877 per creare un raccordo tra le strade dei nuovi quartieri residenziali sorti sulle alture di Castelletto e il centro cittadino. La piazza, in cui confluiscono sette strade, è intitolata al politico e giurista Luigi Emanuele Corvetto. Inizialmente interessata solo dal traffico locale, con l'apertura della galleria Nino Bixio, realizzata nel 1928, che la collega con piazza del Portello, è divenuta uno dei principali snodi per i flussi di traffico tra ponente, levante e centro cittadino, ma ciò nonostante ha conservato l'originaria eleganza. Al centro della rotatoria si trova dal 1886 il monumento equestre a Vittorio Emanuele II di Savoia, opera di Francesco Barzaghi. A monte fa da sfondo alla piazza il parco della Villetta Di Negro.
La piazza è stata realizzata dove un tempo era un profondo avvallamento in cui scorreva il torrente detto Rivotorbido, oggi incanalato al di sotto della piazza. Qui sorgeva la porta dell'Acquasola, che faceva parte delle mura del Barbarossa (1155), in seguito inserita anche nella cinta trecentesca. La porta, già modificata nel 1825, fu demolita nel 1877 per costruire la piazza, insieme con la passeggiata che univa la Villetta Di Negro alla Spianata dell'Acquasola, disegnata da Carlo Barabino solo cinquant'anni prima.

#### Piazza Dante e Via Dante
La piazza fu creata negli anni trenta del Novecento sull'area ricavata dalla demolizione dell'antico quartiere di Ponticello. Importante snodo viario, da un lato si collega attraverso l'omonima via Dante a Piazza De Ferrari, mentre all'altro capo si apre la galleria Cristoforo Colombo, aperta nel 1937, che collega il centro della città alla zona della Foce; la piazza si caratterizza per il forte contrasto tra le imponenti architetture in stile razionalista (tra cui i due grattacieli: la Torre Piacentini e la torre Dante due) ed i superstiti monumenti medioevali: la Porta Soprana, la casa di Colombo e il chiostro dello scomparso convento di S. Andrea, che sorgeva poco distante.
Nella contigua via Dante, aperta dopo lo sbancamento del colle di S. Andrea, nel primo decennio del Novecento, sorgono i palazzi delle Poste e Telegrafi (Dario Carbone, 1914) e della Banca d'Italia (Luigi de Gaetani, 1915) e all'angolo con piazza De Ferrari, quelli della Nuova Borsa e del Credito Italiano.

#### Piazza Piccapietra

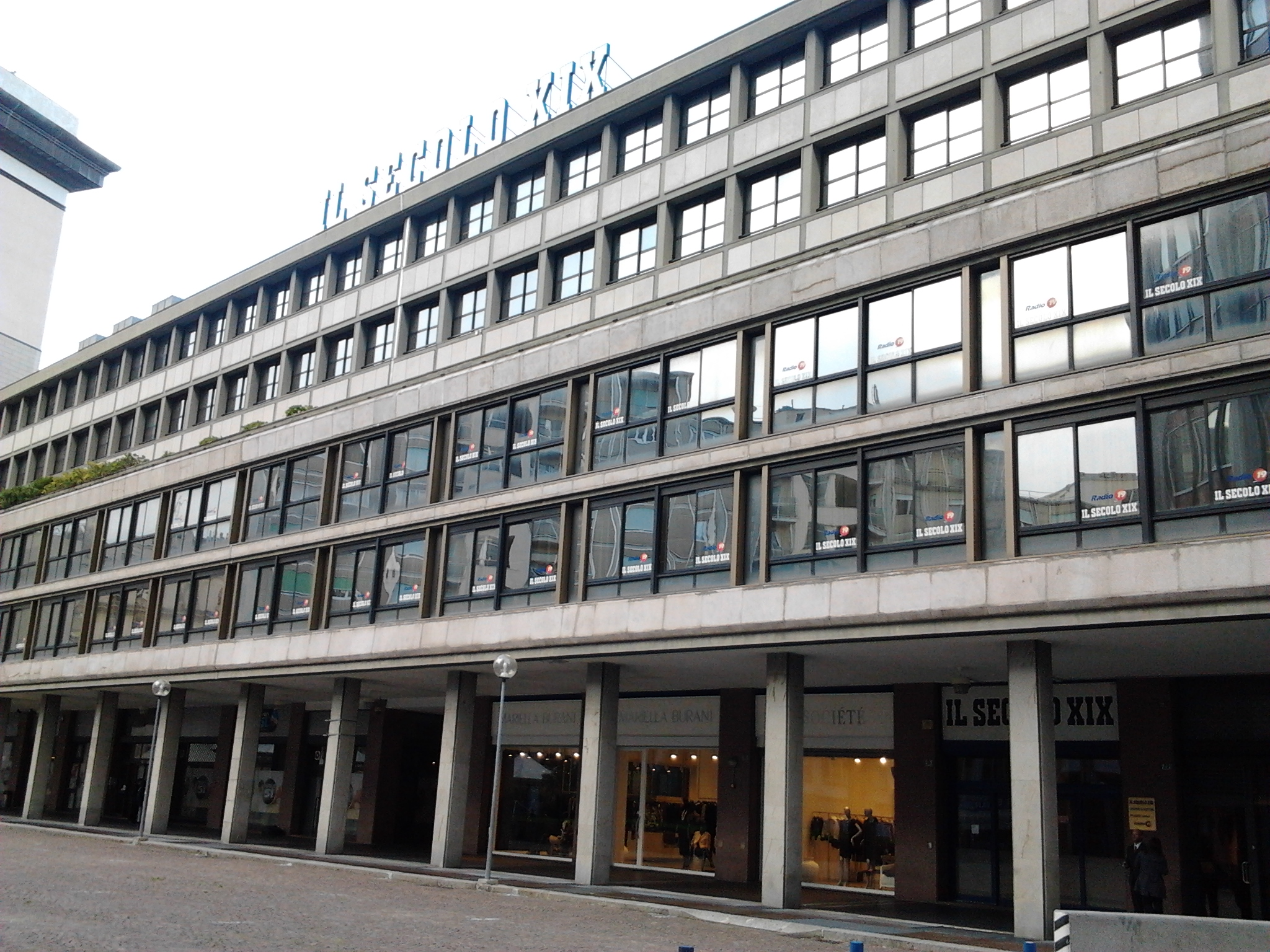
La sede del Secolo XIX in piazza Piccapietra

Se le tre piazze principali poste sul perimetro del quartiere costituiscono importanti snodi viari, questo spazio creato negli anni sessanta in quello che era stato il centro dell'antico borgo di Piccapietra è invece un'area pedonale priva di sbocchi veicolari. Occupa in parte l'area di un tratto delle mura del Barbarossa e della porta Aurea; di forma triangolare, si trova sulla copertura dell'omonimo parcheggio ed è circondata da edifici a portici in vetro e cemento adibiti a centri direzionali, tra i quali le sedi della Costa Crociere e quella del quotidiano Il Secolo XIX, che occupa dal 1999 quelli che erano stati gli uffici della Italimpianti.
Nonostante sia un'area pedonale, non è mai divenuta un punto di ritrovo ed è frequentata solo come via di transito per raggiungere i vari edifici; si anima solo nel mese di dicembre quando ospita il frequentato mercatino natalizio di San Nicola.

#### Via XX Settembre

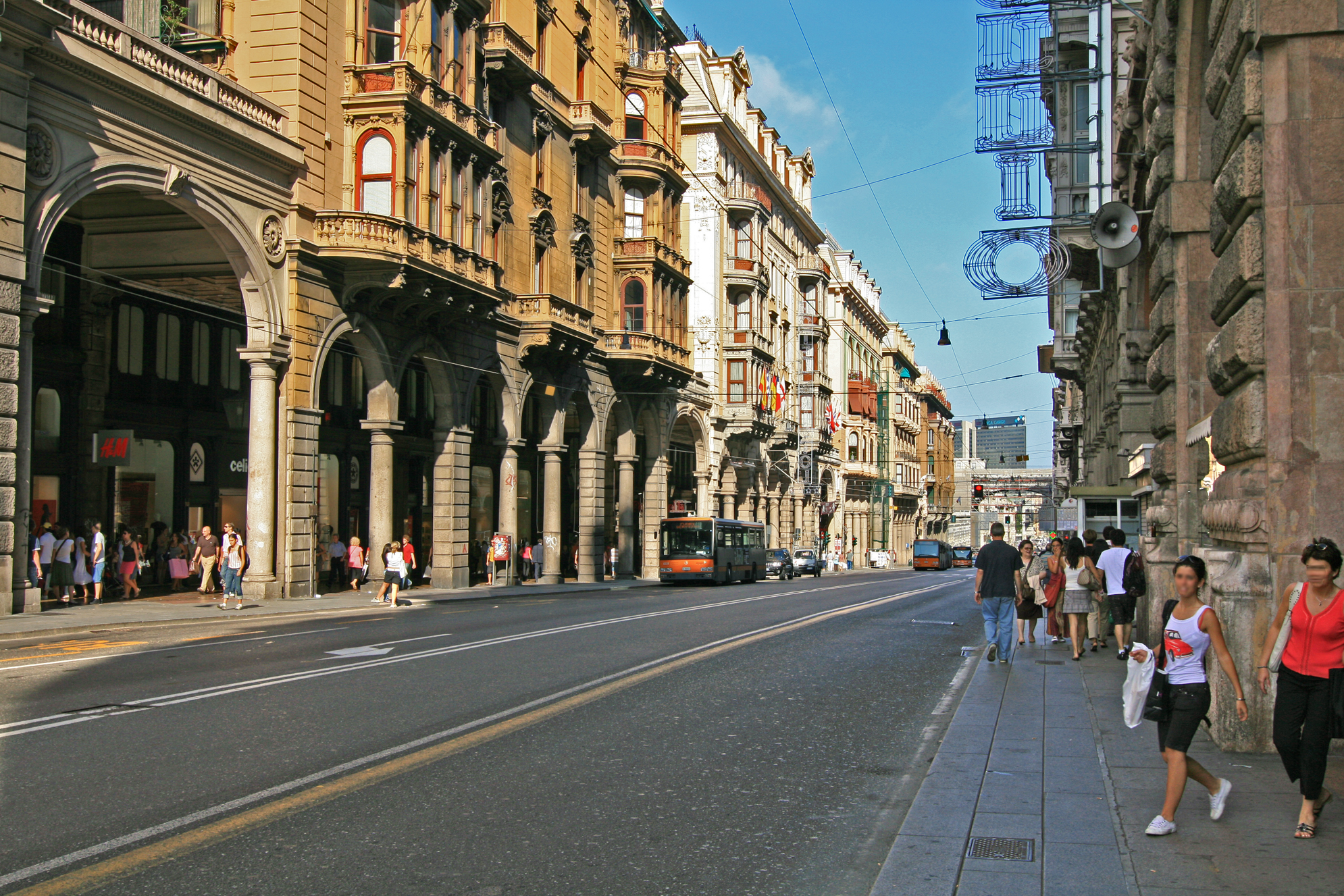
Uno scorcio di via XX Settembre

Fu costruita nell'ultimo decennio dell'Ottocento, rettificando ed ampliando il percorso di via Giulia e via della Consolazione, per realizzare un nuovo asse viario verso il levante, resosi necessario per l'aumento del volume del traffico, conseguenza dell'espansione della città al di fuori dell'antica cinta muraria.
Il concorso per la costruzione della nuova strada fu bandito nel 1883, dopo un dibattito quasi ventennale, e solo nel 1887 fu approvato il progetto di Cesare Gamba. I lavori iniziarono nel 1892. Nel 1896 fu inaugurata la parte inferiore, corrispondente alla ex via della Consolazione, nel quartiere di San Vincenzo, mentre l'intervento sulla parte a monte (l'antica via Giulia) fu realizzato tra il 1898 e il 1900.
Tutti gli edifici preesistenti nella via Giulia furono abbattuti e sostituiti da nuovi palazzi, costruiti per la prima volta a Genova in cemento armato. Tra gli edifici demoliti, la settecentesca chiesa di N.S. del Rimedio, ricostruita nelle stesse forme in piazza Alimonda, nel quartiere della Foce. All'epoca della sua apertura, la strada, ampia, rettilinea e affiancata da palazzi di altezza inusuale per i tempi e con alti portici, rappresentò una vera novità per i genovesi, abituati a muoversi tra angusti vicoli. La denominazione della nuova strada fu oggetto di accese discussioni, finché prevalse la volontà di numerosi cittadini di vedere riconosciuta con questa intitolazione la storica data della Presa di Roma.
L'apertura ufficiale avvenne il 15 marzo 1900, anche se i lavori non erano ancora del tutto ultimati, mentre la realizzazione dei palazzi affacciati sulla via sarebbe stata completata solo nel 1913.

#### Via Roma

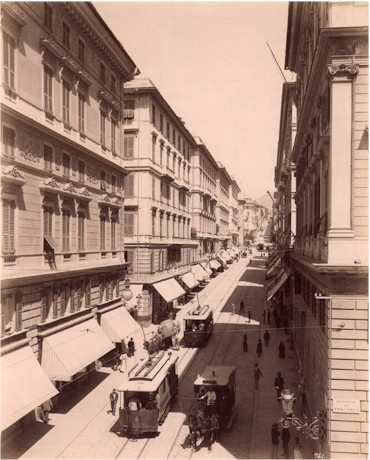
Immagine ottocentesca di via Roma, di Alfred Noack

La via, una delle più eleganti strade cittadine, fu realizzata negli anni settanta dell'Ottocento insieme a piazza Corvetto, come collegamento tra il centro della città e le nuove aree residenziali sorte in quegli anni sulla collina di Castelletto. La via, lunga circa 250 m, unisce infatti piazza Corvetto al tratto finale di via XXV Aprile, e quindi a piazza De Ferrari, con un andamento rettilineo in leggera discesa. Vi si affacciano eleganti palazzi ottocenteschi destinati ad élite alto borghesi, con i prospetti ispirati alle facciate manieriste del Cinquecento; il palazzo Orsini, al civ. 8, ha una sala affrescata da Nicolò Barabino. Gli edifici sul lato di levante sono uniti fra loro dalle arcate d'accesso alla parallela Galleria Mazzini. Nella via hanno sede eleganti negozi di abbigliamento e la storica Confetteria Pietro Romanengo fu Stefano, attiva a Genova da oltre due secoli. I lavori di costruzione della via e della Galleria Mazzini determinarono la scomparsa di diversi storici edifici: la chiesa e il convento di San Sebastiano, la chiesa e il conservatorio delle Figlie di San Giuseppe, l'oratorio di San Giacomo delle Fucine e il ponte-canale dell'acquedotto medioevale che attraversava l'adiacente salita Santa Caterina.

#### Via XII Ottobre
La strada che ricorda il giorno della scoperta dell'America (12 ottobre 1492) è stata realizzata nel secondo dopoguerra, quando fu demolito il quartiere di Piccapietra. Aperta nel pendio orientale del colle di Piccapietra, collega via XX Settembre a piazza Corvetto con andamento in leggera salita e due ampie curve. La strada passa accanto alla chiesa di San Camillo, unico edificio antico rimasto dell'antico quartiere. Sulla via si affacciano moderni palazzi, tra i quali quello già della Rinascente, all'angolo con via E. Vernazza e a monte della chiesa quello, disegnato da Franco Albini, che sovrappassa via Pammatone. Nelle aiuole adiacenti alla via si trovano un monumento a Goffredo Mameli e un busto del comandante partigiano Aldo Gastaldi "Bisagno", (1921-1945).

#### Galleria Mazzini

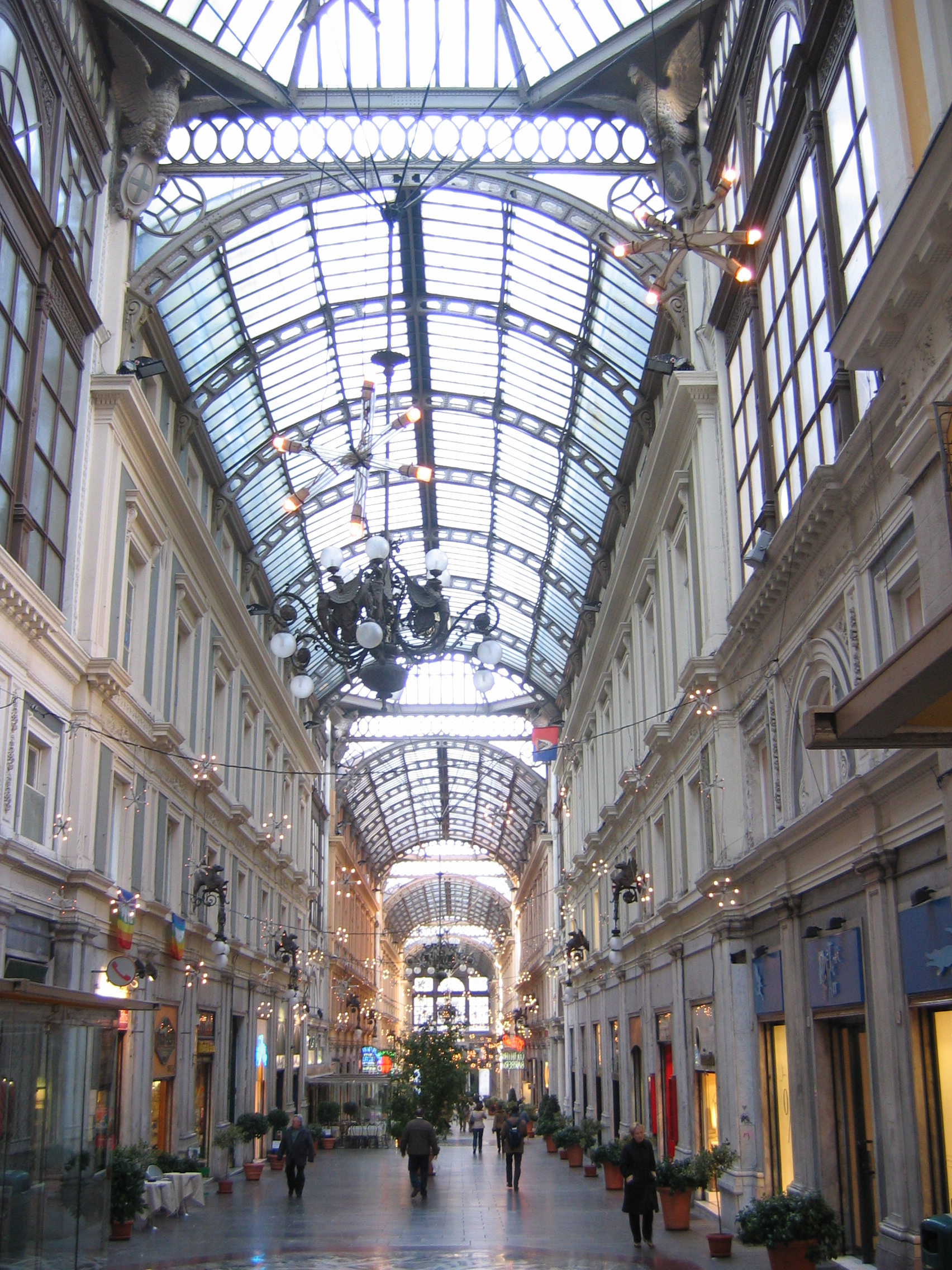
Galleria Mazzini

Intitolata al patriota Giuseppe Mazzini, fu costruita tra il 1874 e il 1876, con lo sbancamento di una parte della collina di Piccapietra, contemporaneamente alla parallela via Roma; è un camminamento pedonale coperto da una struttura metallica con grandiose vetrate e quattro lampadari in bronzo, tipico esempio della cosiddetta architettura del ferro, in voga in quel periodo.
La sua inaugurazione fu vissuta dalla città come un grande avvenimento; la galleria divenne in breve tempo un luogo di ritrovo di intellettuali e personalità illustri, con i suoi eleganti locali, tra i quali il "Caffè Roma", ritrovo di scrittori, poeti e giornalisti, e la “Libreria Editrice Moderna”, che pubblicò molti libri di autori genovesi. Dal 1926 è sede della Fiera del libro, che si tiene a dicembre e in primavera (in prossimità del periodo pasquale).

#### Spianata dell'Acquasola
Esteso da piazza Corvetto fino al ponte Monumentale, il parco dell'Acquasola poggia su una parte dell'omonimo bastione, punto strategico delle mura cinquecentesche. Fino alla metà del XVI secolo quest'area veniva utilizzata come deposito di detriti provenienti dalla realizzazione di lavori pubblici, e per questo era chiamata i Müggi dell'Accaseua ("i mucchi dell'Acquasola"), denominazione ancora in uso all'inizio del XIX secolo. A metà del XVI secolo nella zona ebbero sede varie attività artigianali. Nel XVIII secolo il bastione, che con la costruzione delle Mura Nuove, intorno al 1630, aveva perso il suo ruolo strategico, fu utilizzato come passeggiata pubblica e nel fossato fu realizzato un campo per il gioco della palla genovese.
In occasione dell'epidemia di peste che colpì Genova nel 1656-1657, numerose vittime del contagio furono seppellite in fosse comuni davanti al bastione. Successivamente i resti ossei vennero esumati e ammassati nei sotterranei del bastione dove si trovano tuttora, a pochi metri sotto il manto stradale..
Nel 1825 su progetto di Carlo Barabino fu realizzata la passeggiata dell'Acquasola, in linea con i programmi di abbellimento urbano già programmati nel 1805 durante la dominazione napoleonica. Il Barabino trasformò l'area immediatamente esterna alle mura in un'ampia terrazza panoramica affacciata sulla piana del Bisagno e sulle colline del levante, contornata da alberature disposte a file regolari ed al centro un prato con una fontana. Pur ispirandosi al modello francese allora di moda, il Barabino non si limitò ad utilizzare il camminamento delle vecchie mura per realizzare un passeggio, ma realizzò un nuovo bastione sul riempimento del fossato per ampliare l'area destinata a giardino pubblico. Due grandi archi sostituirono l'antica porta per prolungare la passeggiata fino alla Villetta Di Negro, ma furono demoliti nel 1877 con l'apertura di piazza Corvetto.
Dopo la seconda guerra mondiale il parco perse di importanza a favore di altri luoghi di ritrovo, ma resta comunque un polmone verde nel centro cittadino ancora abbastanza frequentato, anche se l'area attualmente fruibile si presenta degradata rispetto ai fasti di un tempo e ridimensionata perché in parte interessata da un contestato progetto di parcheggio sotterraneo e da una stazione della metropolitana al momento non realizzata.

### Architetture civili

#### Teatro Carlo Felice

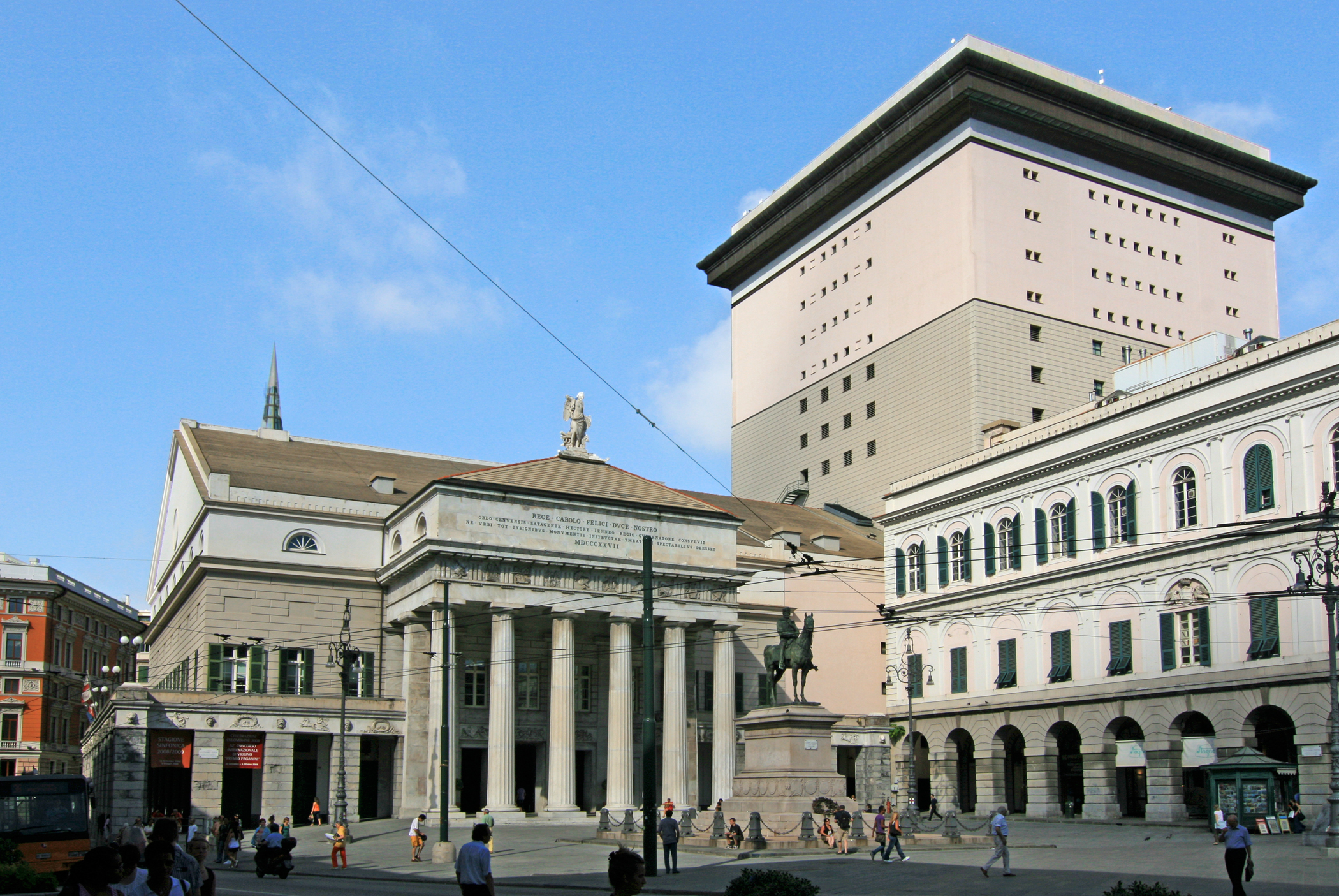
Il teatro Carlo Felice

Il teatro Carlo Felice, intitolato al sovrano regnante all'epoca della sua costruzione, è il principale teatro cittadino; fortemente voluto dalle autorità locali, fu costruito tra il 1826 e il 1828 sul sito della demolita Chiesa di San Domenico e inaugurato il 7 aprile 1828. L'edificio, in stile neoclassico, opera dell'architetto Carlo Barabino, si affaccia su piazza De Ferrari con il suo pronao colonnato, unico elemento superstite, insieme con il porticato ovest, dell'originaria costruzione, quasi completamente distrutta dai bombardamenti della seconda guerra mondiale. Diversi progetti per la ricostruzione vennero presentati nel dopoguerra, ma solo nel 1987, dopo un lungo ed acceso dibattito fu finalmente approvato un progetto, redatto da Aldo Rossi in collaborazione con Ignazio Gardella e altri, e dato il via ai lavori. Il teatro ricostruito fu inaugurato nel 1991.

#### Casa di Colombo

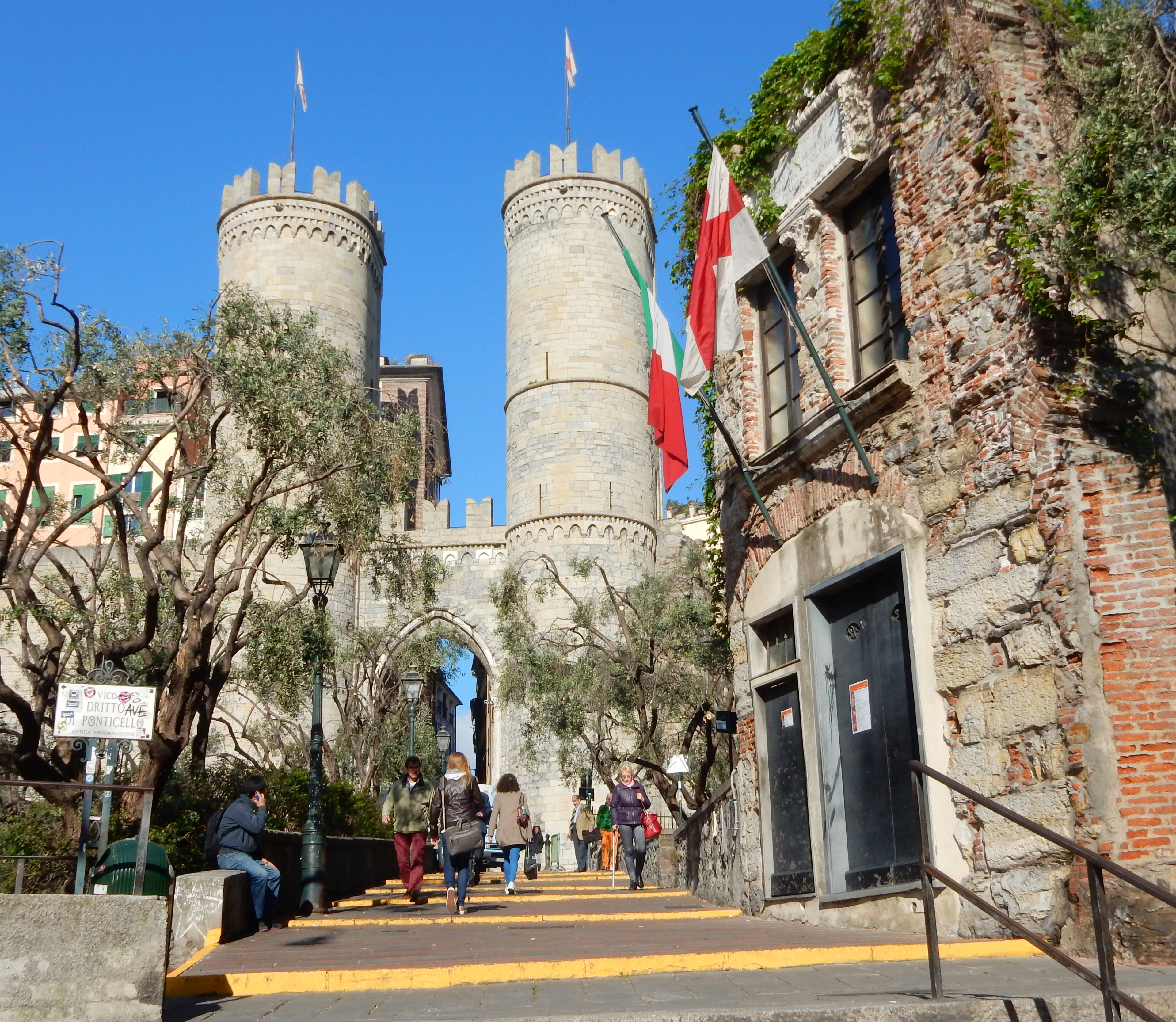
La facciata della casa di Colombo sullo sfondo della Porta soprana

In piazza Dante, lungo la breve salita che conduce alla Porta Soprana, residuo dell'antico "vico dritto Ponticello", si trova la casa dove visse la sua infanzia Cristoforo Colombo, dal 1455 al 1470. Questa non è comunque la casa natale del grande navigatore, che si trovava invece in vico dell'Olivella nella vicina zona di Pammatone e fu probabilmente demolita proprio in quegli anni per costruirvi il grande ospedale. La casa che Domenico Colombo, tessitore, aveva ottenuto in enfiteusi dal monastero di Santo Stefano, faceva parte di una palazzata di case-bottega allineate lungo il vicolo che conduceva alla Porta Soprana. Queste case, distrutte o gravemente danneggiate dal bombardamento francese del 1684 furono ricostruite o restaurate negli anni immediatamente successivi. La casa di Colombo, al n. 37 della via, fu acquistata nel 1887 dal comune di Genova, che vi fece apporre una targa commemorativa. Pochi anni dopo, con lo sbancamento dell'intero colle di Sant'Andrea, furono demolite le case sul lato nord di vico dritto Ponticello. Solo questo edificio fu parzialmente preservato, mantenendo i primi due piani (corrispondenti all'edificio originario), mentre furono eliminati i tre piani superiori (probabilmente aggiunti nel restauro settecentesco).
La casa-museo di Cristoforo Colombo e la vicina Porta Soprana, entrambe aperte al pubblico e visitabili, fanno parte di un polo museale affidato all'associazione culturale "Porta Soprana".

#### Ponte Monumentale

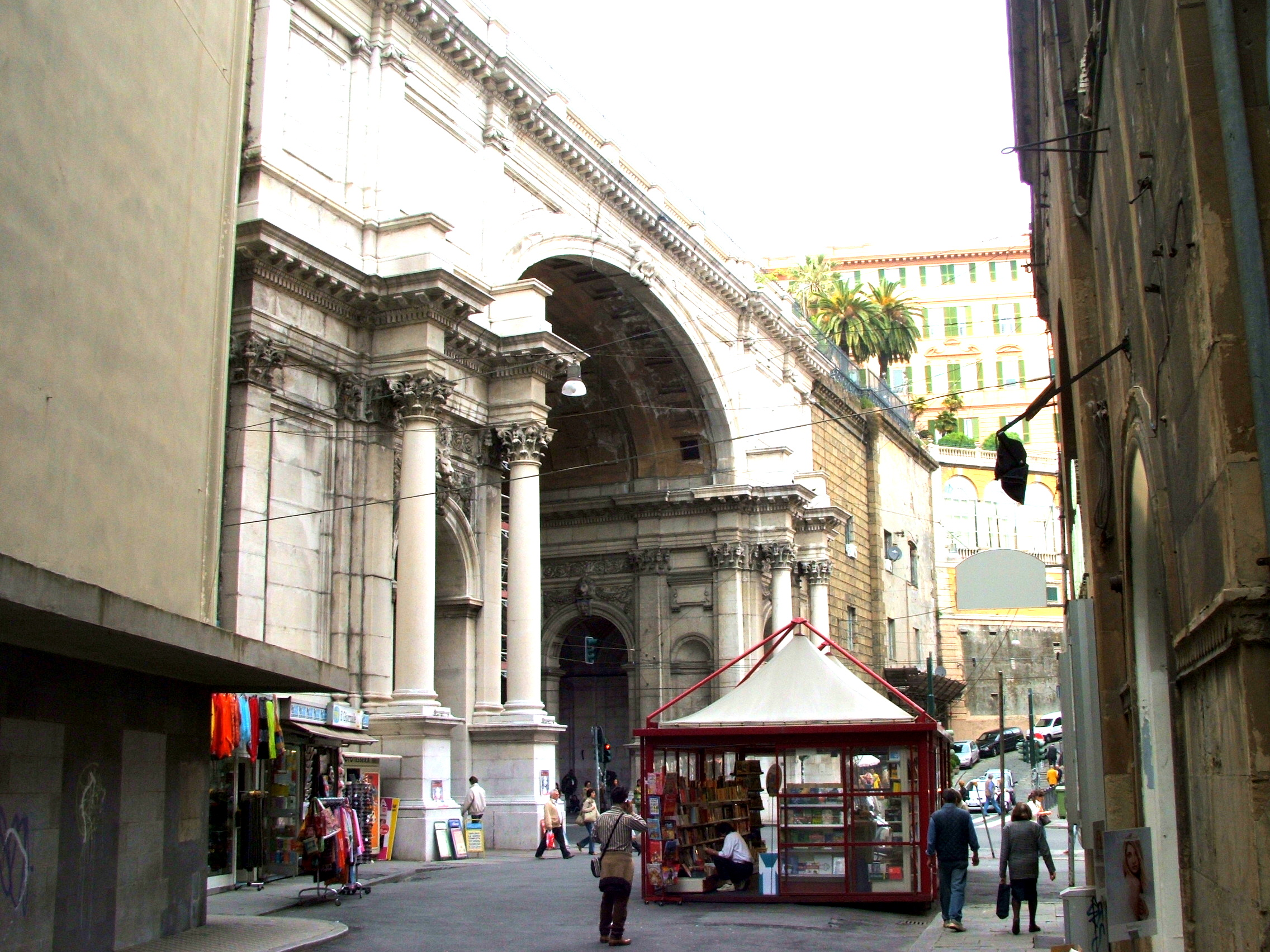
Il Ponte Monumentale

Il Ponte Monumentale, che collega le mura dell'Acquasola con quelle di S. Chiara, fu costruito su progetto di Cesare Gamba e Riccardo Haupt tra il 1893 e il 1895, in sostituzione della porta degli Archi, smontata e ricostruita sulle Mura del Prato. Sul ponte, che scavalca via XX Settembre, passa corso Andrea Podestà, che correndo sui bastioni delle mura cinquecentesche e collega piazza Corvetto con la zona di Carignano. Divenuto uno dei luoghi simbolo della città moderna, divide l'area di Portoria da quella di S. Vincenzo ed offre un'ottima vista sulla sottostante via XX Settembre. Il ponte, alto 21 metri sul livello stradale di via XX Settembre, è costruito in pietra e mattoni, secondo la tipologia delle arcate ferroviarie in uso a quel tempo, ma è stato poi rivestito esternamente in pietra bianca di Mazzano.
Nel 1949 le due arcate laterali, decorate con statue di Nino Servettaz, vennero dedicate ai caduti per la libertà: alcune epigrafi ricordano i nomi dei caduti della Resistenza, l'atto di resa delle truppe tedesche del generale Meinhold al CLN ligure (25 aprile 1945) e il testo della motivazione con cui nel 1947 venne concessa a Genova la medaglia d'oro della Resistenza.

#### Grattacieli di piazza Dante
In piazza Dante sorgono i due grattacieli in stile razionalista realizzati negli anni trenta, che caratterizzano il panorama del centro cittadino, rimasti per molti anni gli edifici più alti della città:
- Torre Piacentini, costruita dal 1935 al 1940 su progetto dell'architetto Marcello Piacentini; ha 31 piani ed è alta 108 m[51]. La terrazza all'ultimo piano, oggi ribattezzata terrazza Colombo, ha preso nomi diversi dai locali che ha ospitato (dapprima terrazza Capurro e poi, dal 1965 fino agli anni ottanta, terrazza Martini).[3] Gli ultimi quattro piani del grattacielo ospitano gli uffici e gli studi dell'emittente televisiva Primocanale.[52]
- Torre Dante due, con i suoi 83 m (24 piani) è stato per anni il secondo edificio più alto della città. Oggi è superato in altezza da numerosi edifici a Genova, ma all'epoca fu uno dei più alti grattacieli in Italia, nonché il secondo (dopo la Torre Littoria di Torino) a superare gli 80 metri.[53] Con l'insegna pubblicitaria posta alla sua sommità raggiunge un'altezza complessiva di circa 95 m.

#### Palazzo di Giustizia

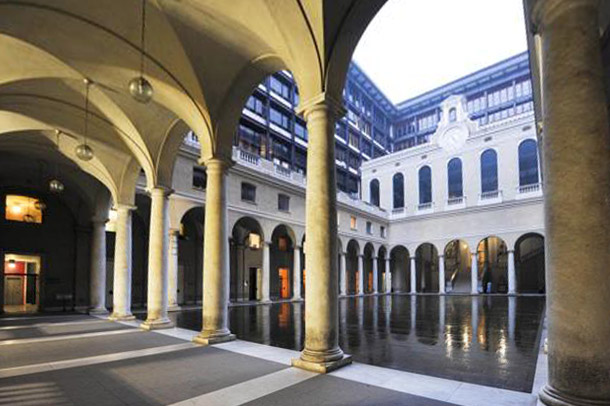
Il cortile del palazzo di Giustizia, con il portico dell'Orsolino

La nuova sede del tribunale di Genova, che in precedenza era nel Palazzo Ducale, fu costruita tra il 1966 e il 1974 sul sito dell'antico Ospedale di Pammatone, del quale conserva il cortile interno con il portico colonnato dell'Orsolino, lo scalone monumentale e alcune delle numerose statue di benefattori.
L'ingresso dell'edificio è nella piccola piazza Portoria, dove si trova il già citato monumento al Balilla. Il progetto fu affidato ai progettisti Giorgio Olcese, Giovanni Romano e Giulio Zappa che riuscirono nell'intento di integrare le superstiti parti dell'ospedale con una moderna struttura in acciaio, vetro e cemento, recuperando anche l'ammezzato e il grande orologio al centro per ricreare, per quanto possibile, l'ambientazione originaria del cortile settecentesco.

#### Palazzo della Nuova Borsa

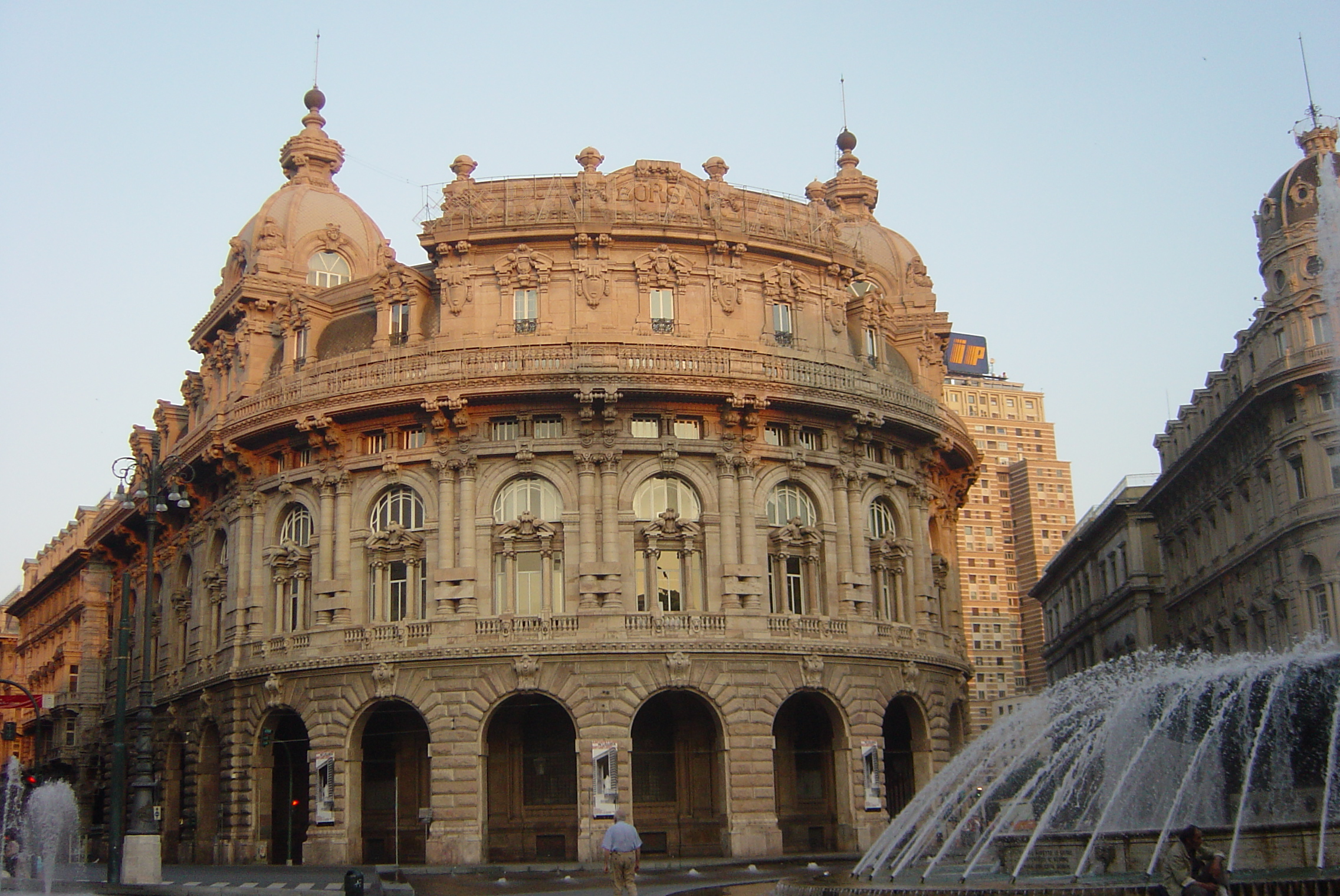
Il Palazzo della Borsa

Fu edificato tra il 1907 e il 1912, su progetto di Dario Carbone, mentre Adolfo Coppedè, fratello del più noto Gino Coppedè, curò la ricca decorazione interna. Il palazzo aveva allora sostituito la vecchia Loggia dei Mercanti di piazza Banchi; venuto meno il suo ruolo con l'avvento della borsa telematica, oggi è adibito a sede di mostre tematiche allestite nel magnifico salone delle contrattazioni in stile liberty. Situato all'angolo tra via Venti Settembre e via Dante, occupa lo spazio dell'antico colle di S. Andrea. La ricchezza della decorazione in stile eclettico non incontrò, all'epoca della sua costruzione, il favore dei cittadini.

#### Palazzo dell'Accademia Ligustica di Belle Arti

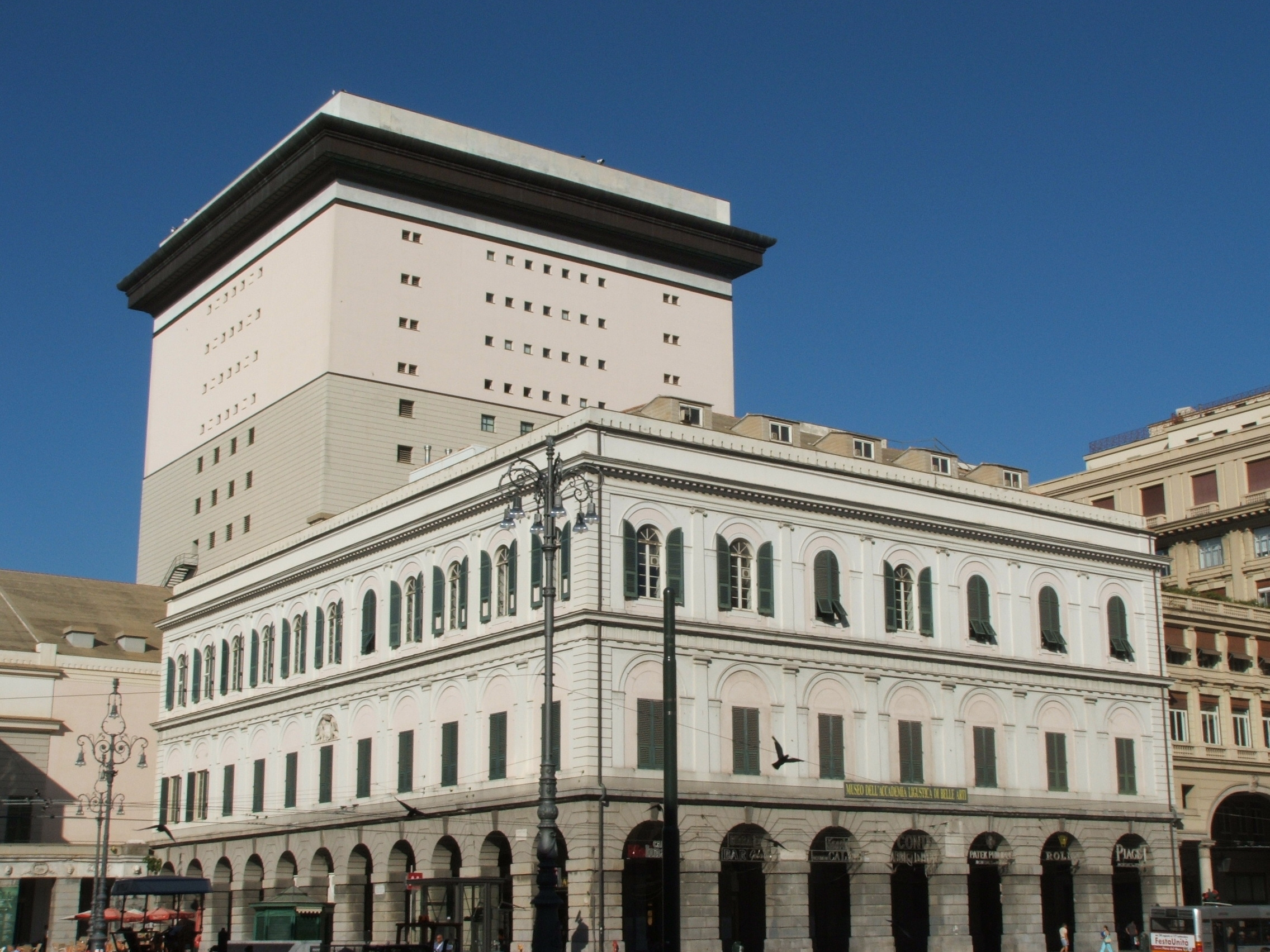
Il palazzo dell'Accademia Ligustica

L'Accademia Ligustica di Belle Arti, fondata nel 1741, dal 1831 ha sede in questo palazzo in stile neoclassico disegnato da Carlo Barabino. Nel palazzo si trova il Museo dell'Accademia Ligustica, in cui sono esposte opere di pittori liguri dal XIII al XX secolo.
I suoi austeri portici si collegano a quelli del vicino teatro Carlo Felice. L'edificio fu gravemente danneggiato da bombardamenti nel 1942 e restaurato nel dopoguerra.
Fino al 1998 vi aveva sede anche la Biblioteca Civica Berio. Per un certo periodò ospitò anche le collezioni del Museo d'arte orientale Edoardo Chiossone, poi trasferite nell'attuale sede alla Villetta Dinegro.

#### Palazzi di via XX Settembre
La lunga arteria è divisa in due dal Ponte Monumentale; il tratto che interessa il quartiere di Portoria è quello di ponente, da Ponte Monumentale a piazza De Ferrari e presenta nel lato a nord architetture tipiche dell'architettura liberty, con facciate a "bovindo" di ispirazione neo-rinascimentale ricche di decorazioni, mentre nel lato a sud prevalgono architetture di ispirazione neo-manierista e neo-barocca. A differenza di quello di levante, questo tratto della strada è caratterizzato, su entrambi i lati, da alti portici con pavimenti alla veneziana, il cui disegno riprende quello del soffitto. In corrispondenza della soprastante chiesa di S. Stefano un tratto del porticato sul lato nord è stato realizzato in stile neogotico da Cesare Gamba, con una reinterpretazione dei tipici portici medioevali genovesi.

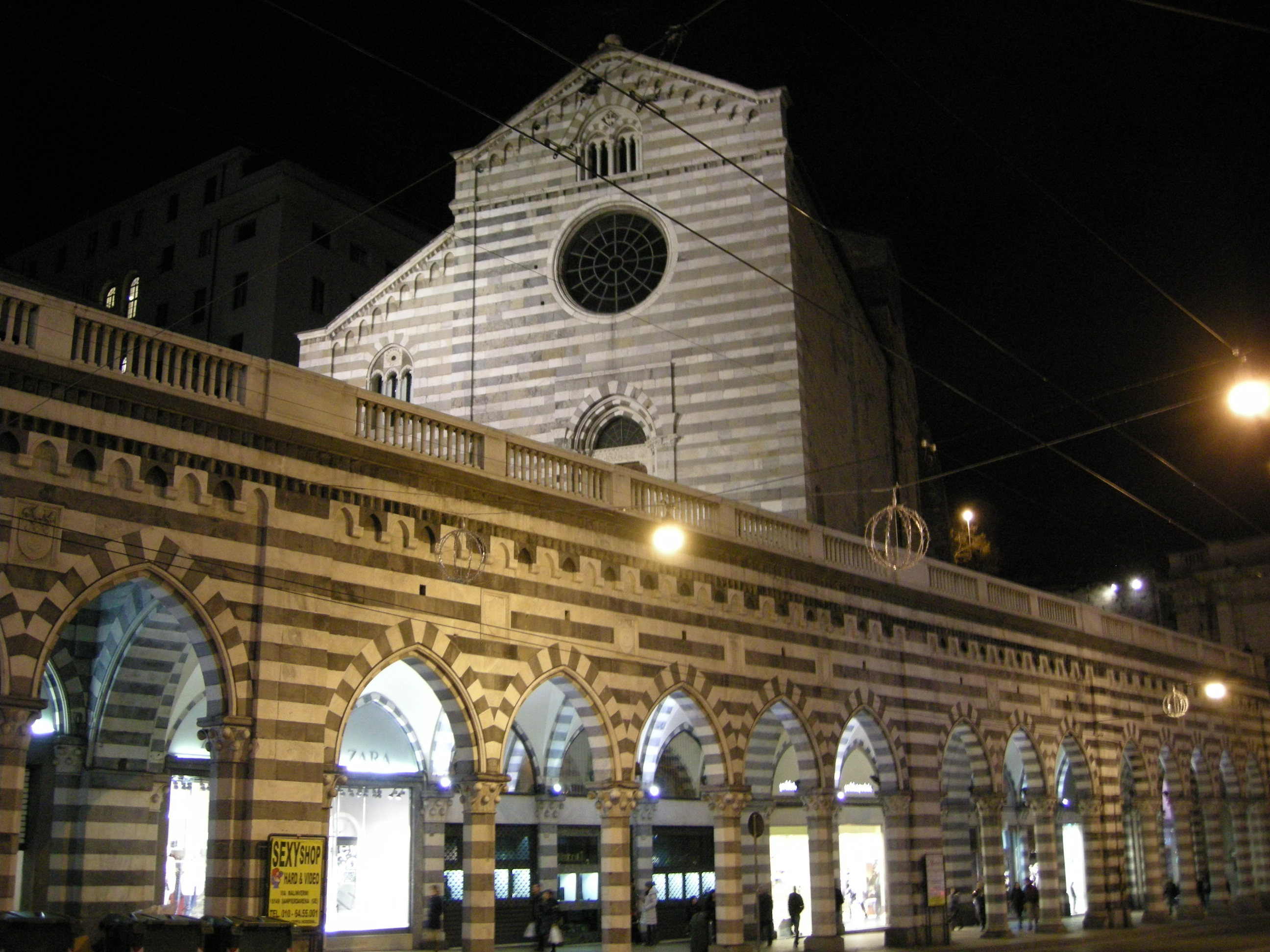
Portici neo gotici sotto alla chiesa di S. Stefano
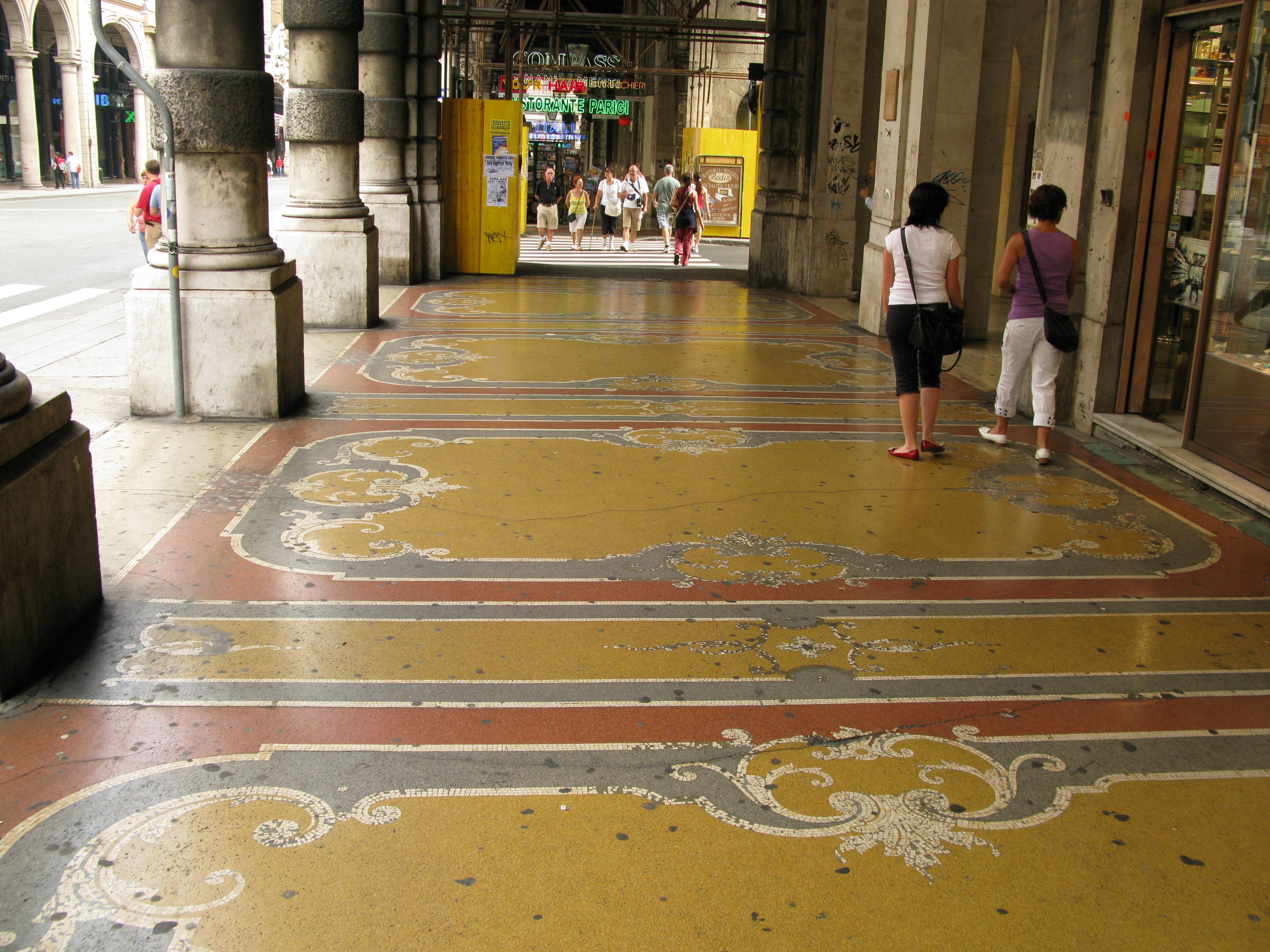
La pavimentazione "alla veneziana" dei portici
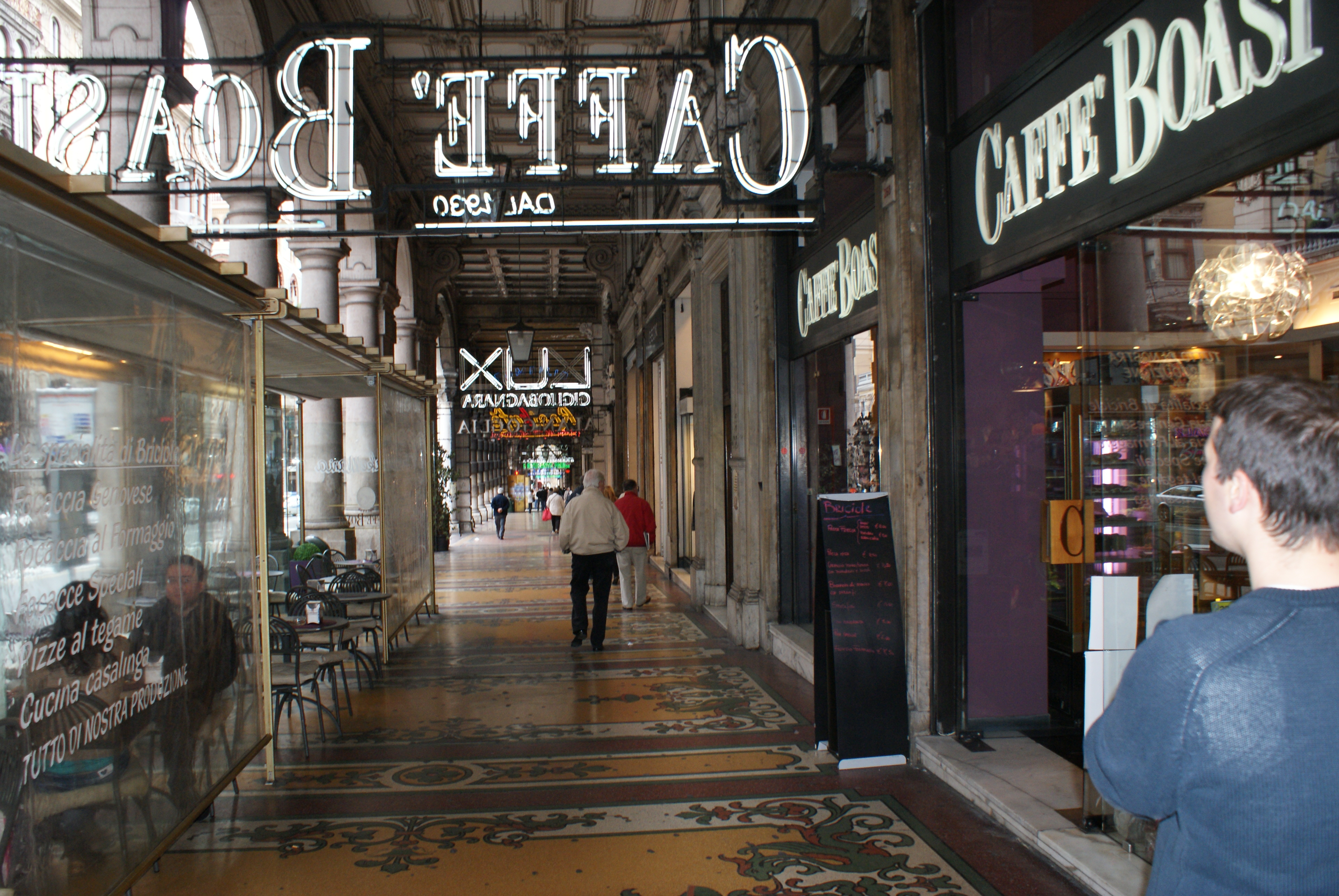
Altro particolare dei portici sul lato sud della via

##### Palazzi sul lato nord
- Civico 29 (Gaetano Orzali, 1905). Edificio con tre grandi bovindi estesi per tre piani e notevoli ringhiere decorate in stile liberty. L'atrio è caratterizzato da uno scalone a doppia rampa.[6][38] I sottostanti portici sono collegati a quelli del palazzo successivo da un ampio portale in marmo rosa, sovrastato dallo stemma di Genova in marmo bianco, originalmente modificato sostituendo i due grifoni con nudi maschili e la corona con un copricapo ornato da sfere.[37]
- Civici 31, 33 e 35. Questi edifici si presentano simili nella struttura e nelle decorazioni, con facciate animate da bovindi riccamente decorati.[37] Al civico 35 ha sede l'Hotel Bristol Palace.
- Civico 41. L'edificio in cima alla strada, in parte affacciato su piazza De Ferrari con una facciata curvilinea, è sormontato da una cupola. È la ricostruzione postbellica (1951) dell'edificio originario, distrutto dai bombardamenti della seconda guerra mondiale. Ospita la sede genovese del quotidiano La Repubblica e quella dell'emittente televisiva Telenord.

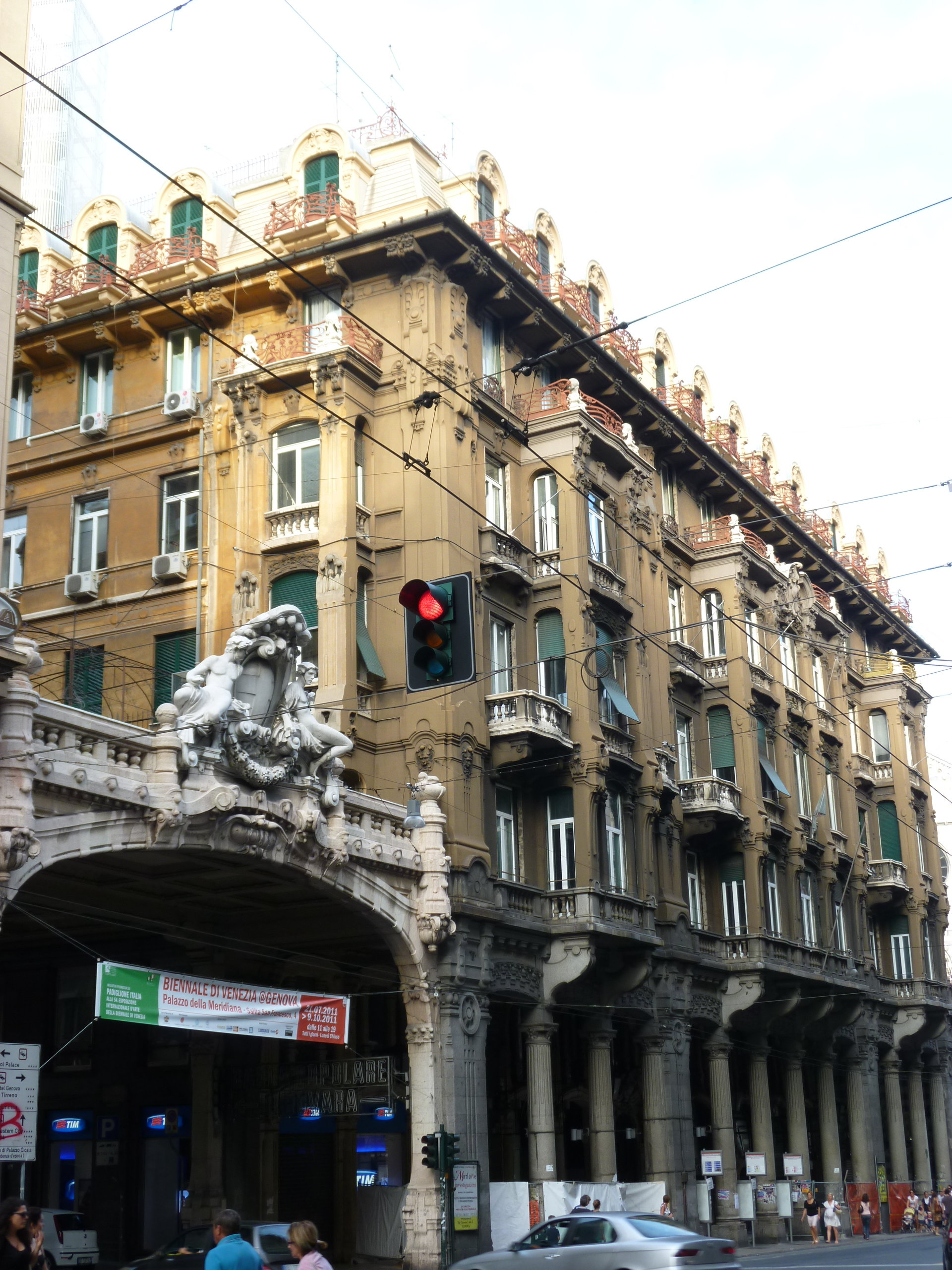
Civico 29
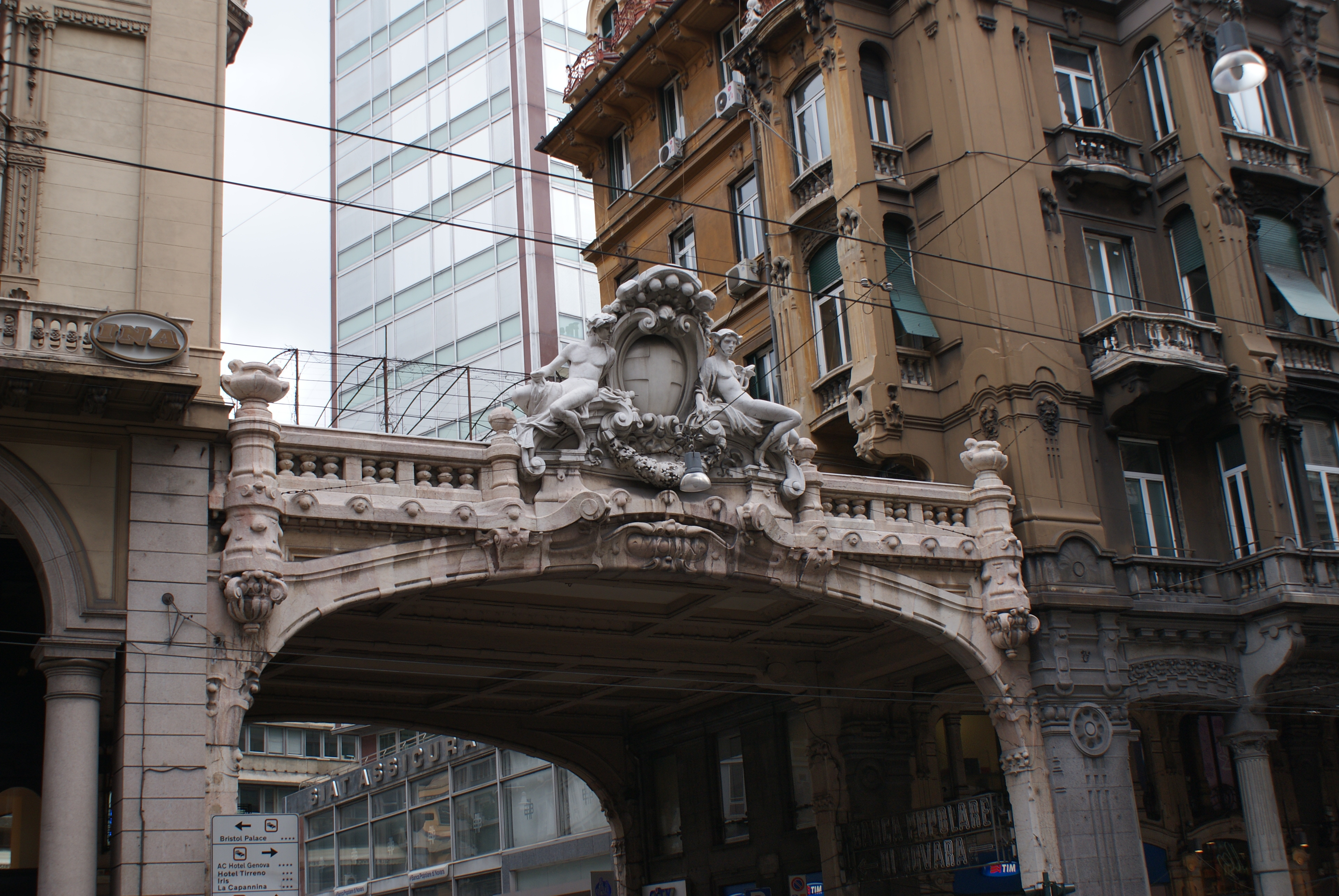
Particolare del portale tra i civici 29 e 31
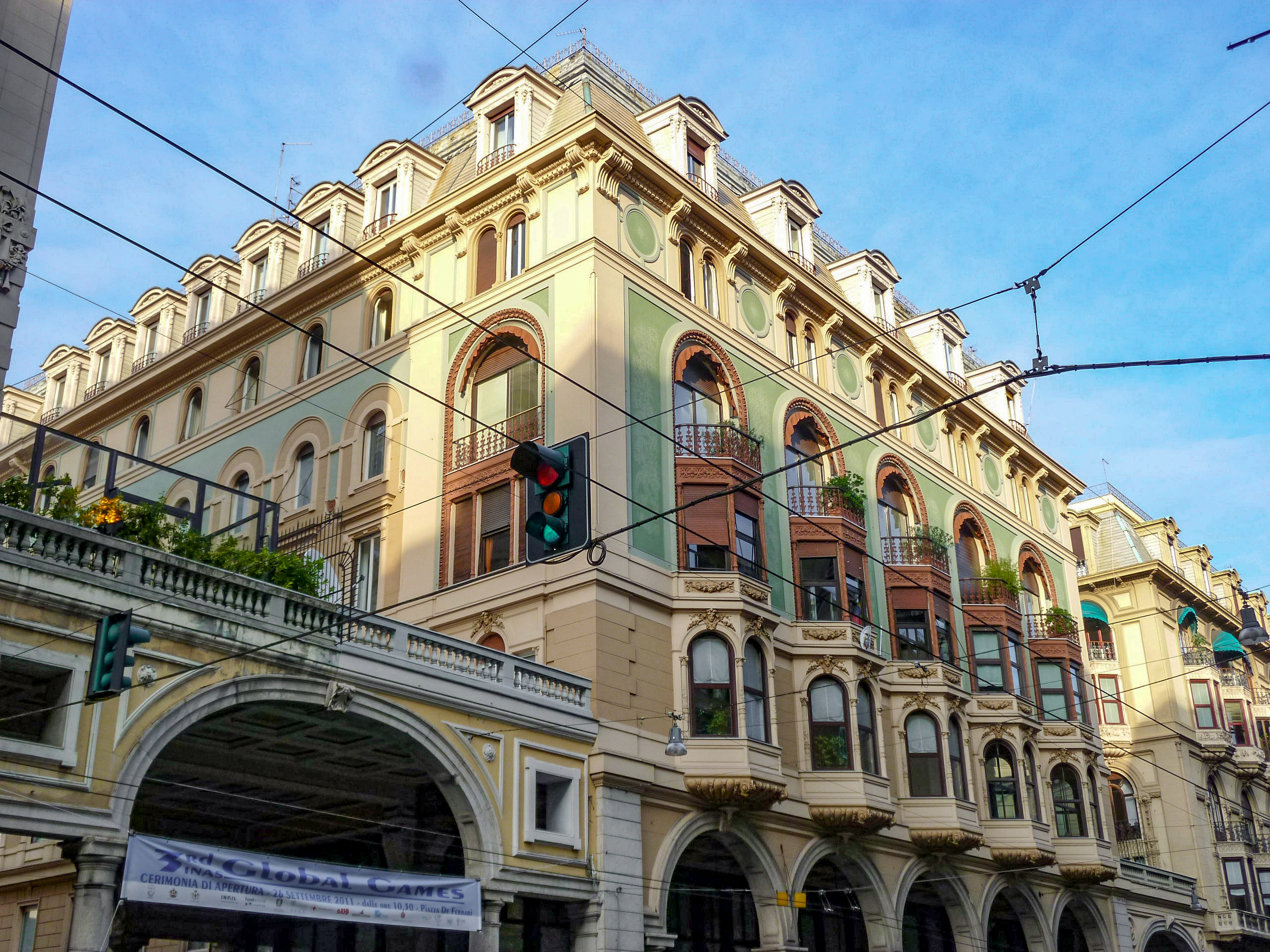
Civici 31-33

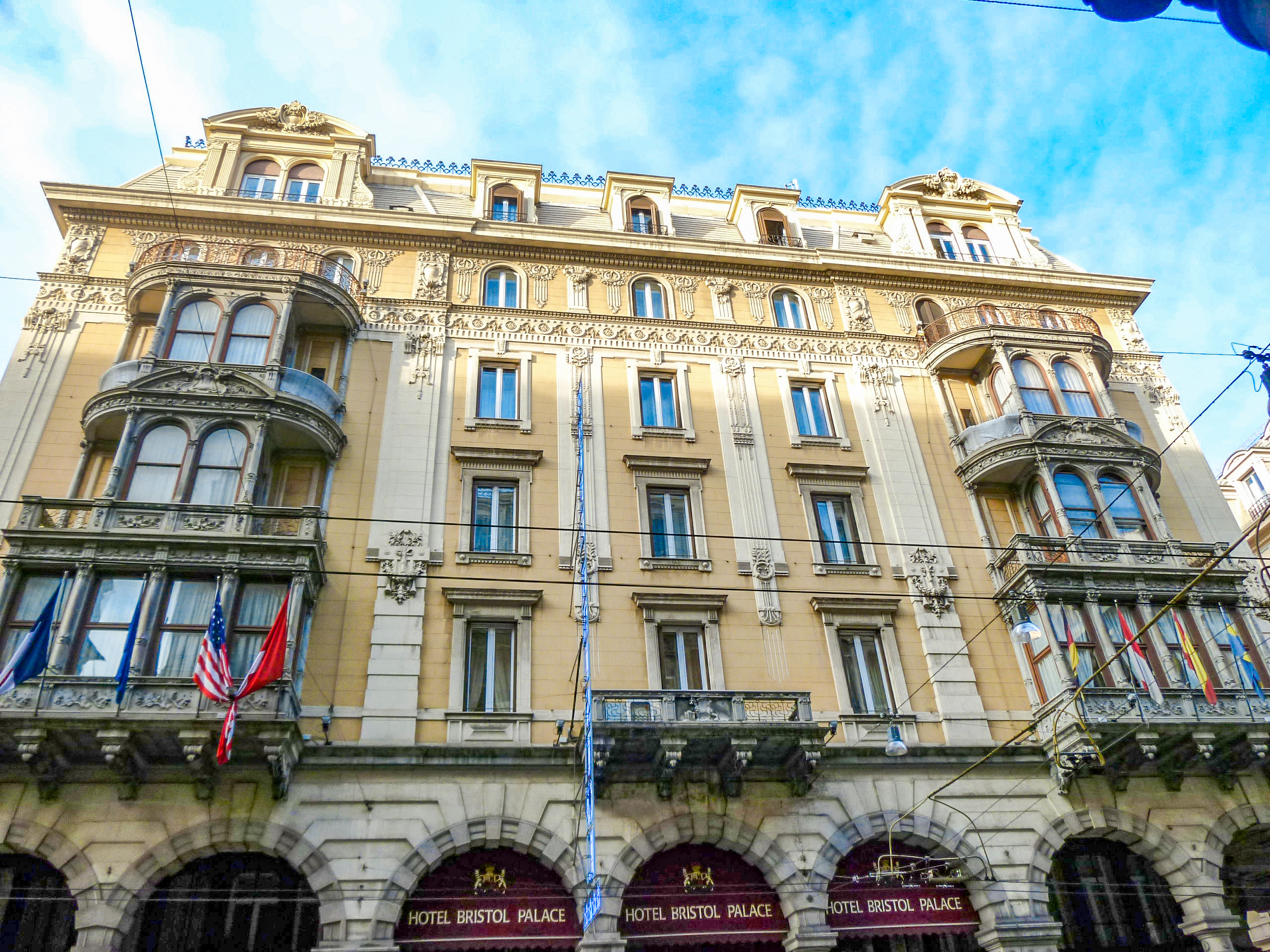
Civico 35, Hotel Bristol Palace
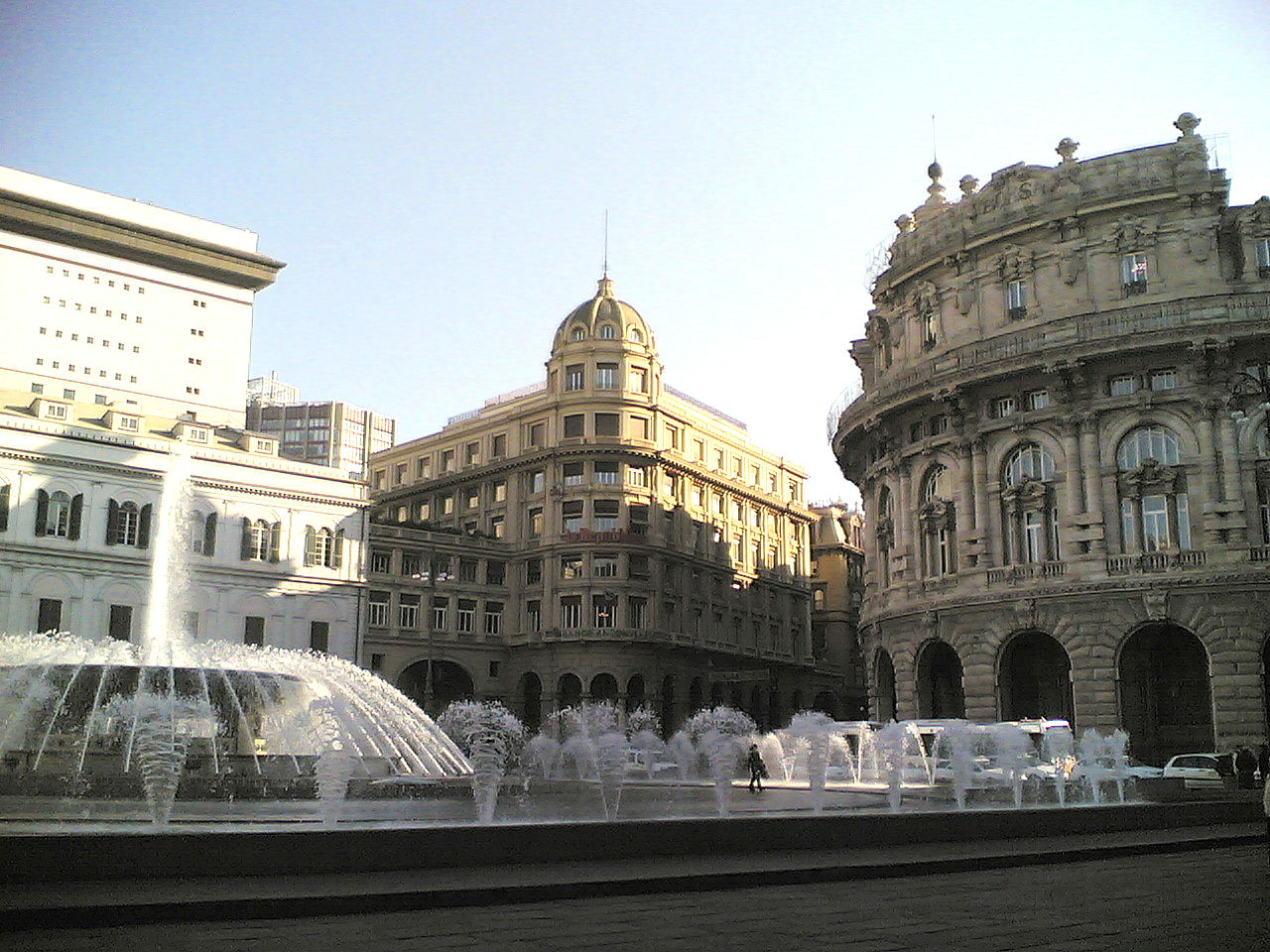
Il civico 41, al centro della foto, visto da piazza De Ferrari
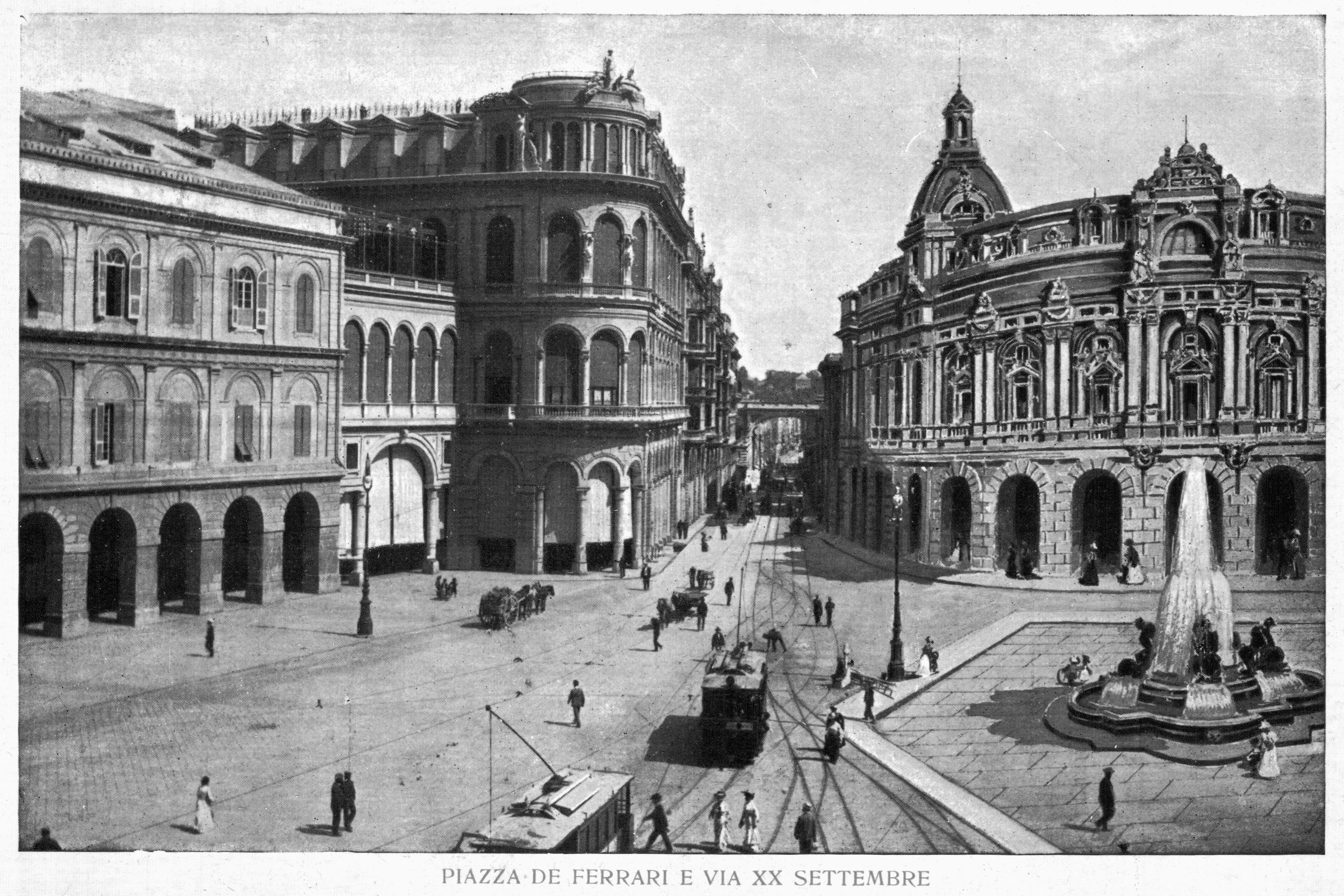
L'originario edificio al civ. 41, distrutto dalle bombe nel 1942

##### Palazzi sul lato sud
- Civico 26 (Benvenuto Pesce, 1909). Anch'esso in stile liberty, con decorazioni orientaleggianti, ha cinque piani più il mezzanino, con la facciata, riccamente decorata e caratterizzata da due torrette poligonali estese per quattro piani.[37][38]
- Civico 28 (Raffaele Croce, 1909). L'edificio ha cinque piani. La facciata, a colori vivaci, è decorata da balconi traforati e finestre a bifore e trifore. Il palazzo è sormontato da due cupole a pagoda con copertura in rame.[38]
- Civici 30-32 (G. B. Carpineti, 1902). L'immobile ha la facciata tripartita sia in larghezza sia in altezza, decorata con lesene e una rifinitura a bugnato sugli angoli.[38]
- Civico 34 (Luigi Rovelli, 1902). Il palazzo, dal prospetto neomanierista, per la sua posizione, ha pianta irregolare. Caratteristico il grande cornicione sporgente, nel quale si aprono le finestre del quinto piano.[6][38]
- Civico 36 (Benvenuto Pesce, 1909). La facciata ha finestre strette e allungate, ben distanziate e contornate da eleganti decori. L'ultimo piano è costituito da un loggiato a coloninne binate.[38]
- Civico 42 (G. B. Carpineti, 1905). I cinque piani sono ben evidenziati da lesene in orizzontale e da balconate in verticale, con finestre alternate a bovindi ai piani inferiori. Costruito in origine come struttura alberghiera, al piano terreno presenta un ampio spazio aperto sorretto da colonne con un'esedra semi circolare da cui ha inizio una scala ellittica.[38]

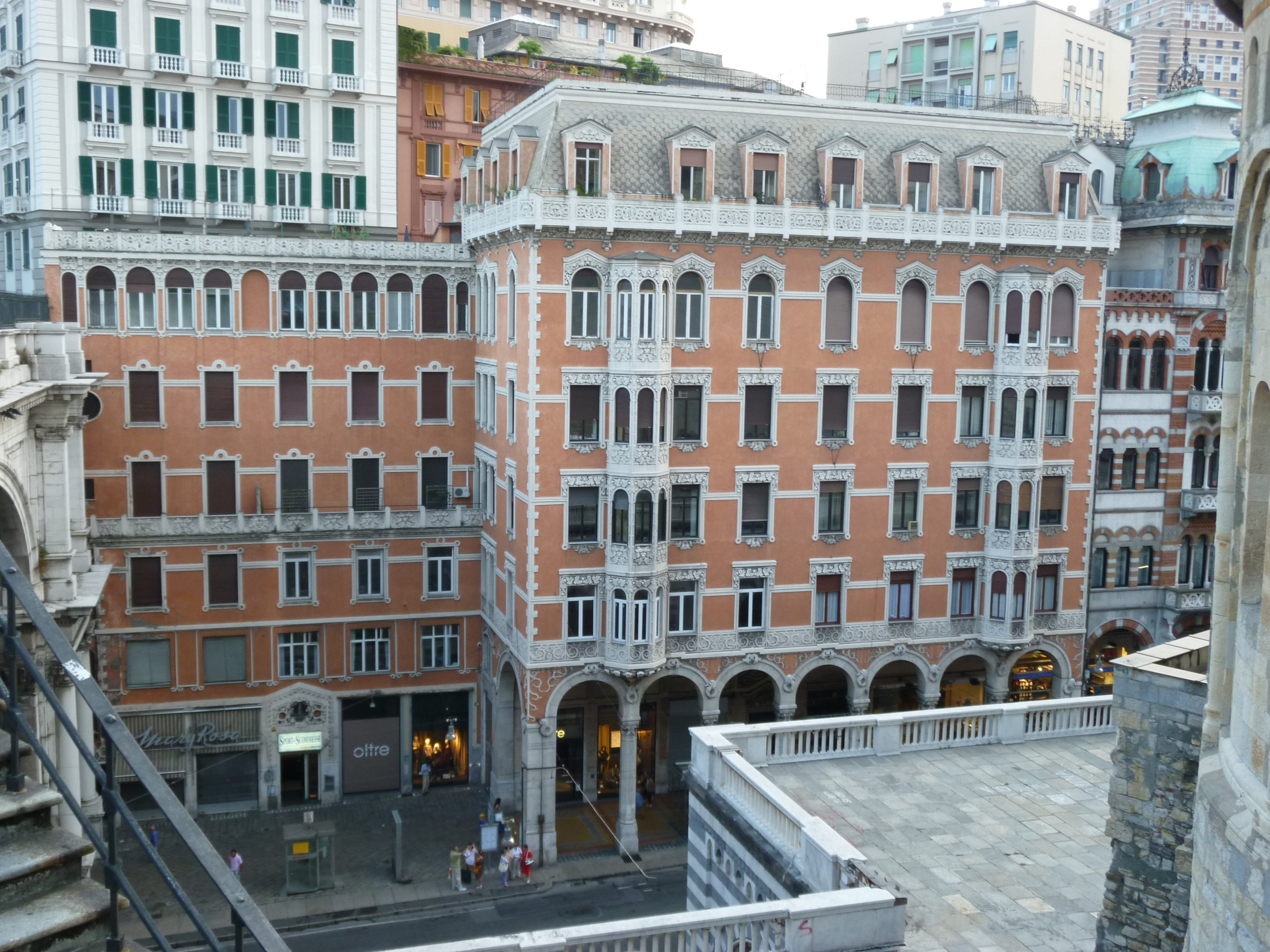
Civico 26
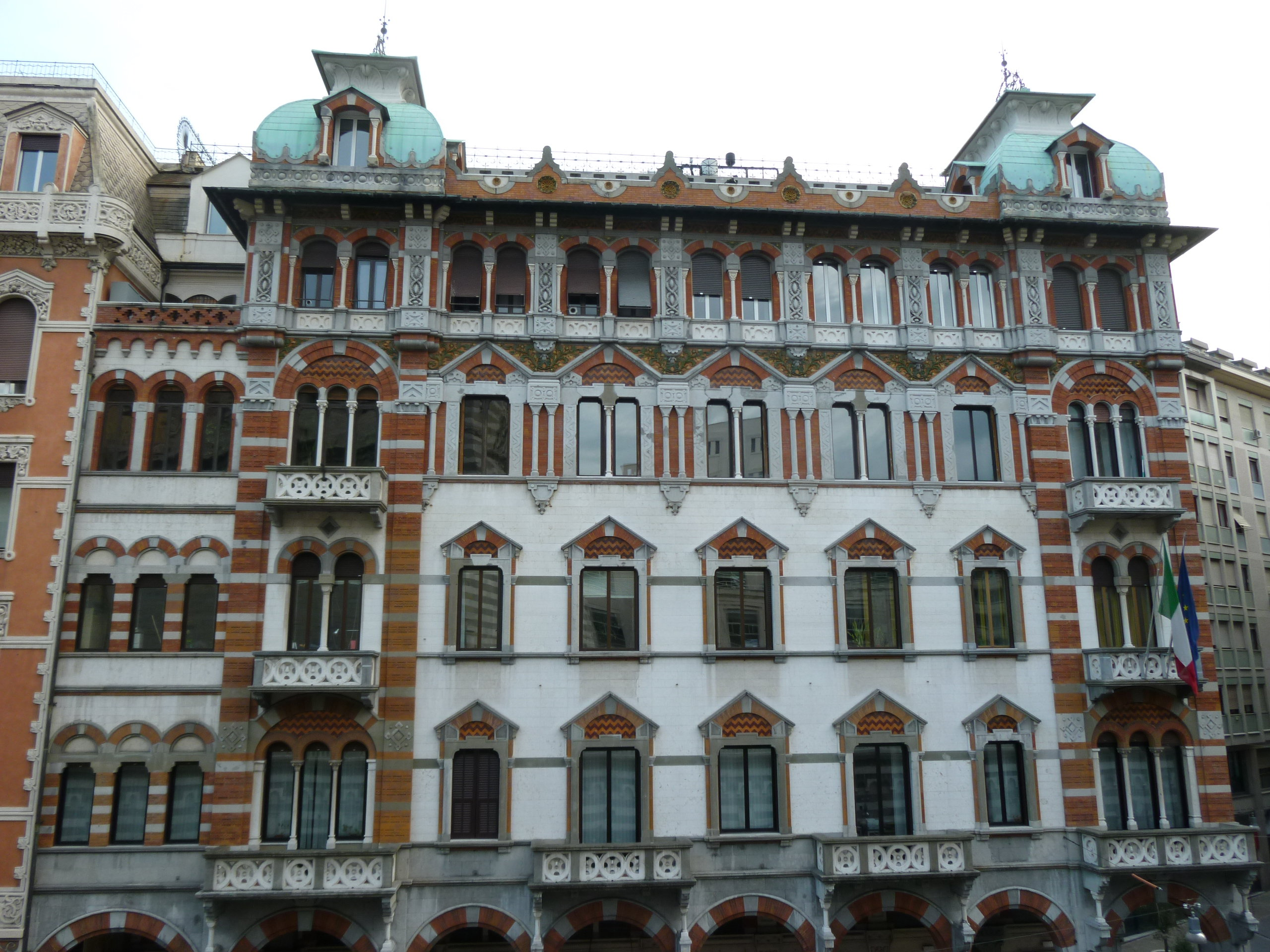
Civico 28

#### Palazzo Pastorino

Palazzo Pastorino

Attiguo alla chiesa di S. Stefano e al Ponte Monumentale, in via Bartolomeo Bosco, si trova il palazzo Pastorino, opera del 1908 di Gino Coppedè. Con la sua facciata in pietra bianca e la ricchezza delle sue decorazioni è considerata, nell'ambito degli edifici di civile abitazione, una delle migliori realizzazioni genovesi dell'architetto fiorentino. Simile al palazzo Zuccarino di via Maragliano, rispetto a questo mostra una decorazione più equilibrata e concentrata soprattutto intorno al portale di ingresso, alle finestre, ai poggioli e al cornicione.

### Architetture religiose
Dei numerosi edifici religiosi del quartiere restano oggi l'antichissima abbazia di S. Stefano (pur quasi completamente ricostruita nel dopoguerra) e tre storiche chiese, un tempo annesse a complessi conventuali

#### Chiesa di Santo Stefano

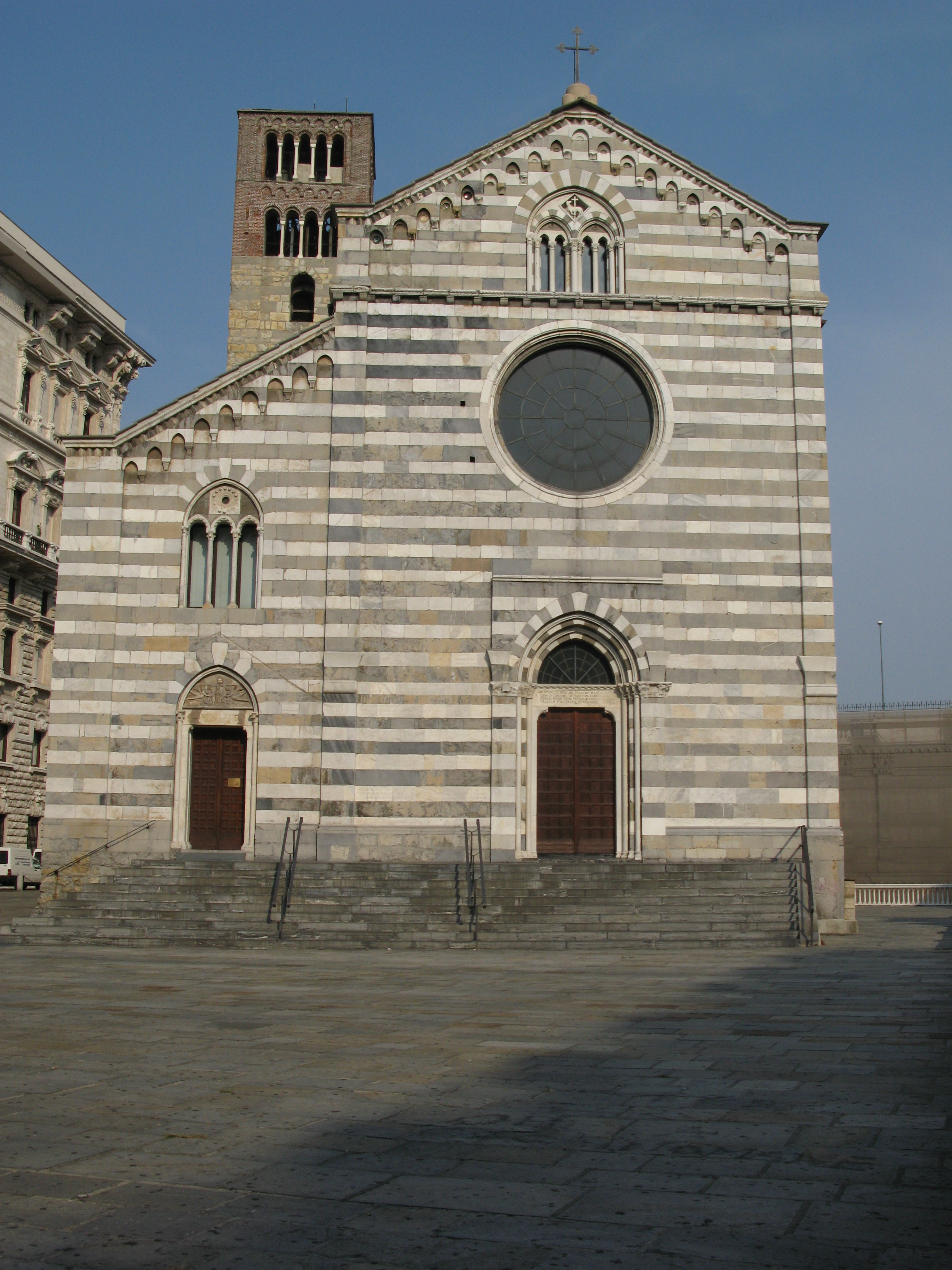
Chiesa di S. Stefano

L'abbazia di Santo Stefano, situata su un'altura che sovrasta via XX Settembre, è una delle più antiche chiese di Genova; la sua comunità parrocchiale fa parte del vicariato "Carignano - Foce" dell'arcidiocesi di Genova. In questa chiesa fu battezzato Cristoforo Colombo.
L'attuale edificio, voluto dal vescovo Teodolfo, sorse intorno al 972 sui resti di una cappella di epoca longobarda intitolata a San Michele Arcangelo, probabilmente distrutta dai saraceni nel 934. Affidata fin dall'inizio ai monaci dell'abbazia di San Colombano di Bobbio, era al centro di un vasto possedimento fondiario esteso a tutto l'attuale quartiere e con proprietà anche nell'Oltregiogo. Eretta a parrocchiale nell'XI secolo, fu ricostruita nel 1217 sul modello della chiesa abbaziale di Bobbio. Nel XIV secolo fu costruita la cupola in laterizio e innalzato il campanile, probabilmente sui resti di una precedente torre di guardia. Con l'erezione della cinta muraria trecentesca la chiesa e il convento furono inglobati nell'area cittadina
Nel 1401 una bolla di Papa Bonifacio IX tramutò l'abbazia in "commenda"; il complesso nel 1529 passò ai monaci benedettini dell'abbazia di Monte Oliveto che vi rimasero fino al 1775, quando chiesa e convento furono affidati al clero secolare. Il convento, parzialmente demolito nel 1536 per l'ampliamento delle mura e ricostruito nel 1652, scomparve definitivamente all'inizio del Novecento durante i lavori per l'apertura di via XX Settembre.
La chiesa all'inizio den Novecento era in cattivo stato di manutenzione e nel 1901 fu avviato un restauro da Alfredo d'Andrade. Nel 1904 iniziò la costruzione di una nuova chiesa (Camillo Galliano e Cesare Barontini), in stile neo-romanico, inaugurata nel 1908 e che nel 1912 fu danneggiata dal crollo parziale di quella vecchia, già chiusa al culto dopo l'inaugurazione del nuovo edificio. Entrambe le chiese furono poi quasi completamente distrutte dai bombardamenti della seconda guerra mondiale. Nel dopoguerra fu decisa la ricostruzione della sola chiesa vecchia, riedificata tra il 1946 e il 1955 su progetto di Carlo Ceschi, rispettando rigorosamente la struttura originaria, della quale resta la parte absidale, considerata uno dei migliori esempi di architettura romanica genovese. Durante i lavori furono rinvenute ulteriori testimonianze della vasta necropoli preromana già scoperta nel corso degli sbancamenti per l'apertura di xia XX Settembre e l'ampliamento di piazza De Ferrari.

La chiesa, in stile romanico, ha pianta rettangolare ed una sola navata, con un presbiterio sopraelevato sotto al quale si trova una cripta, probabilmente il nucleo originario della cappella dedicata a San Michele. La facciata è decorata a bande bianche e nere, tipiche dell'architettura romanica genovese, con un grande rosone al centro, sormontato da una doppia bifora. Numerose opere d'arte conservate nelle due chiese sono andate distrutte dai bombardamenti, tra quelle salvate di rilievo due dipinti raffiguranti il "Martirio di Santo Stefano" di Giulio Romano e il "Martirio di San Bartolomeo" di Giulio Cesare Procaccini.

#### Chiesa della SS. Annunziata di Portoria

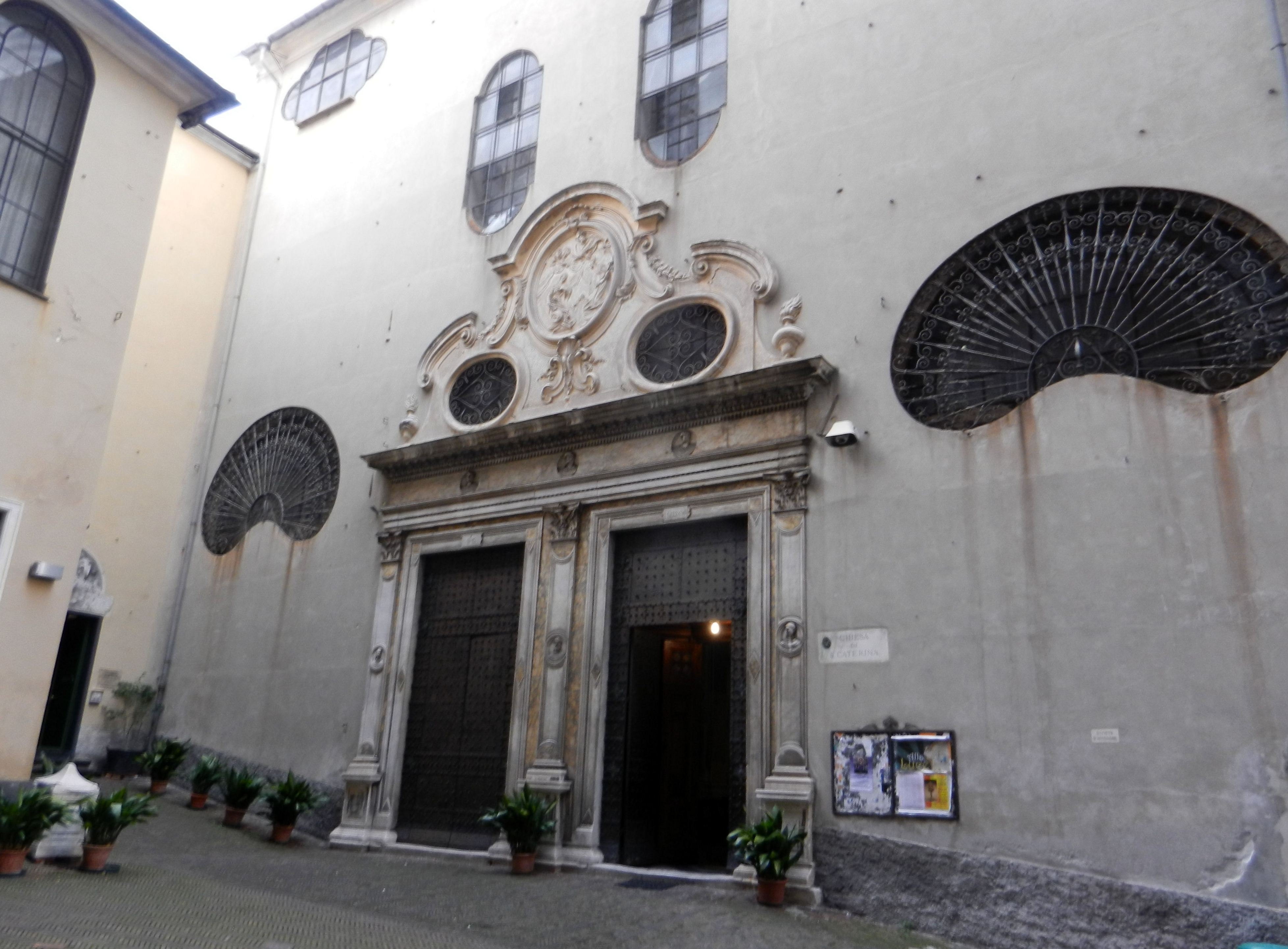
Chiesa della SS. Annunziata, portale d'ingresso

La chiesa della SS. Annunziata di Portoria, più conosciuta come "chiesa di Santa Caterina", la cui storia è strettamente legata a quella dello scomparso ospedale di Pammatone, si trova nei pressi della spianata dell'Acquasola ed a poca distanza dalla chiesa di S. Stefano. Insieme con l'annesso convento fu costruita a partire dal 1488 dai Minori francescani, ai quali subentrarono nel 1538 i Cappuccini, che prestavano assistenza spirituale ai malati nell'adiacente ospedale. Nel XVI secolo chiesa e convento subirono parziali demolizioni per la costruzione della nuova cinta muraria cittadina. La chiesa fu ricostruita a partire dal 1556. Alla sua ricostruzione contribuirono numerose famiglie patrizie che avevano le loro tombe gentilizie nella chiesa e che tra il XVI e il XVIII secolo l'arricchirono di opere d'arte, chiamando ad eseguirle i più valenti artisti dell'epoca. È comunemente conosciuta come "chiesa di S. Caterina" perché vi è conservato il corpo della santa, canonizzata nel 1737.
L'annesso convento ospita il Museo dei Beni Culturali Cappuccini, in cui sono raccolti beni artistici, arredi sacri e oggetti di uso quotidiano provenienti dai conventi dei cappuccini della Liguria.

#### Chiesa del Gesù

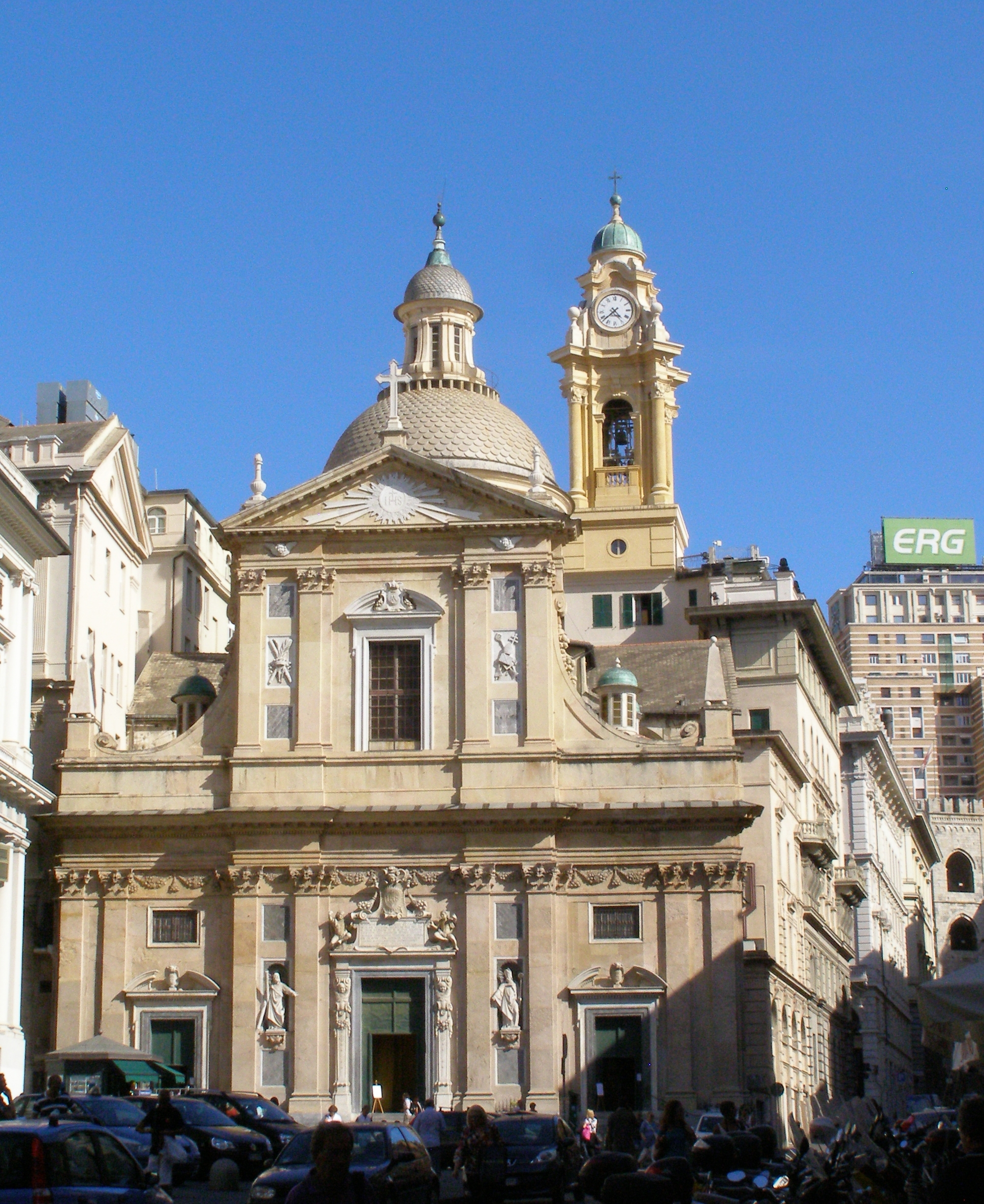
La chiesa del Gesù

La chiesa del SS. Nome di Gesù, comunemente chiamata "Chiesa del Gesù", si affaccia sulla piazza Matteotti, a pochi metri da piazza De Ferrari.
Fu costruita tra il 1589 e il 1606 dai Gesuiti, presenti a Genova dal 1552, sul sito dell'antica chiesa di Sant'Ambrogio, una delle più antiche di Genova, risalente al VI secolo. La costruzione fu finanziata dal padre Marcello Pallavicino; il progetto dell'edificio, di forme barocche, è attribuito al gesuita Giuseppe Valeriano. I gesuiti intitolarono la chiesa al "nome di Gesù", anche se popolarmente ancora per molti anni continuò ad essere chiamata "chiesa di S. Ambrogio", come l'antico edificio. I Gesuiti l'arricchirono di pregevoli capolavori. La facciata, inizialmente realizzata solo nella parte inferiore, fu completata nella seconda metà del XIX secolo secondo il disegno originario. Nel 1894 ai lati del portale d'ingresso furono collocate le statue dei santi Ambrogio e Andrea, di Michele Ramognino.
La chiesa conserva notevoli affreschi e dipinti di importanti artisti del Seicento quali Peter Paul Rubens, Guido Reni, Domenico Piola, Simon Vouet, Giovanni Battista e Giovanni Carlone, Lorenzo De Ferrari e Valerio Castello.
La chiesa originaria era stata fondata nel 569 dal vescovo di Milano Onorato, che in seguito all'invasione longobarda del nord Italia aveva trasferito a Genova, ancora sotto il dominio bizantino, la sede della diocesi milanese. Intorno alla metà del VII secolo Giovanni Bono riportò la sua cattedra nella città meneghina, ma la diocesi milanese conservò per diversi secoli la proprietà della chiesa.

#### Chiesa di Santa Croce e San Camillo de Lellis

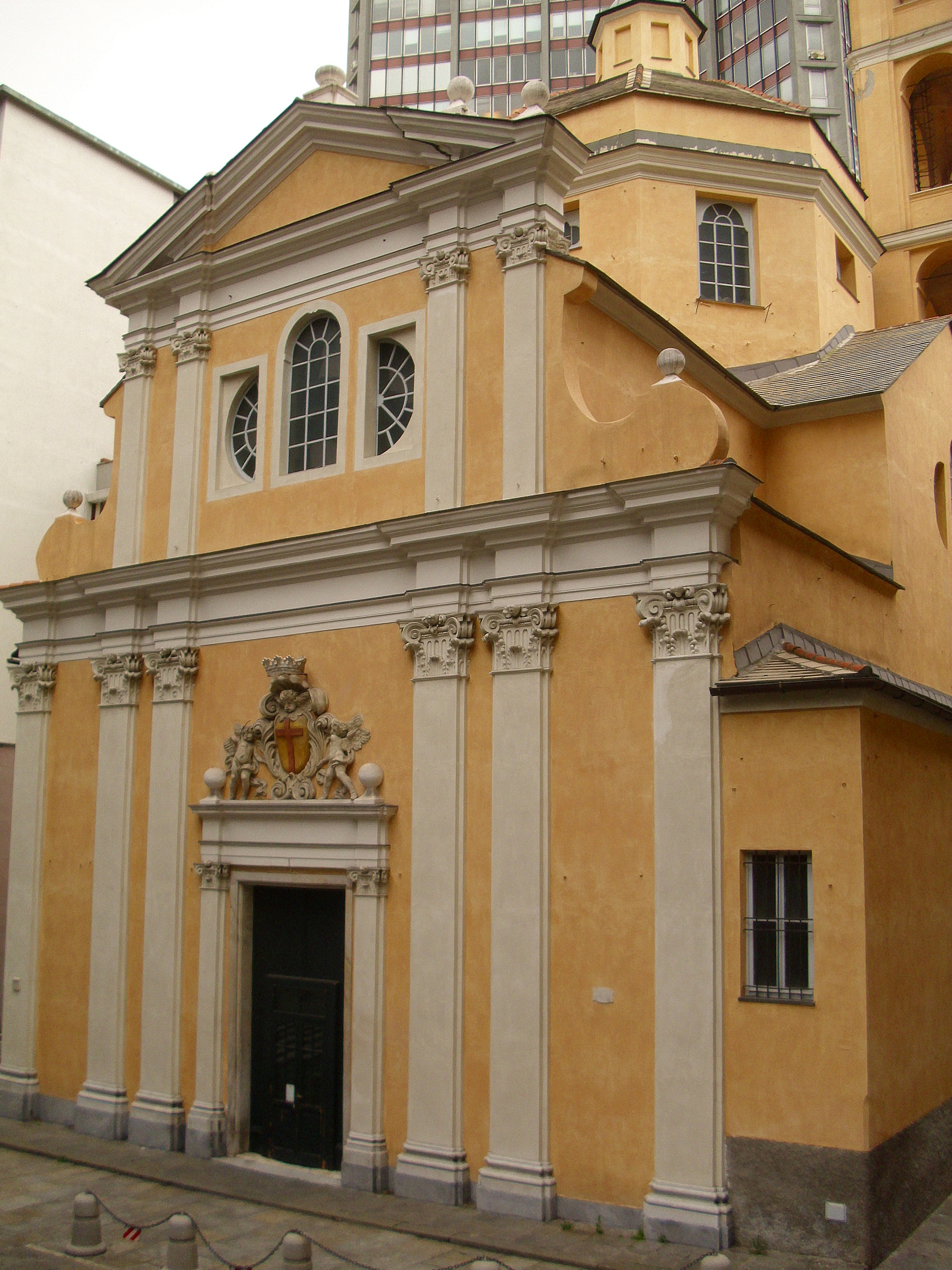
La chiesa di S. Camillo

La chiesa di Santa Croce e San Camillo de Lellis si trova nel cuore dell'antica Portoria, a poche decine di metri dal Palazzo di Giustizia e dalla via XII Ottobre.
Una prima chiesa intitolata alla Santa Croce era stata costruita all'inizio del Seicento su un terreno donato dal nobile Barnaba Centurione ai Padri Camilliani che operavano nei vicini ospedali di Pammatone e degli Incurabili.
Grazie a numerose elargizioni, tra il 1667 e il 1695 fu costruita l'attuale chiesa, il cui progetto è attribuito all'architetto lombardo Carlo Muttone. Alla chiesa era annesso un convento, demolito negli anni sessanta del Novecento per l'apertura di via XII Ottobre, nel contesto degli interventi urbanistici per la realizzazione del centro direzionale di Piccapietra. Dopo la canonizzazione del fondatore dei Camilliani (1746), il suo nome fu aggiunto al titolo della chiesa. Chiusa per le leggi di soppressione degli ordini religiosi di inizio Ottocento, nel 1866 divenne proprietà del comune di Genova e fu nuovamente affidata ai Camilliani, che tuttora la officiano. La chiesa subì danni per i bombardamenti della seconda guerra mondiale e fu restaurata negli anni cinquanta.
L'edificio ha pianta a croce greca, con una grande cupola ottagonale ed un campanile a base rettangolare. All'interno sono presenti affreschi settecenteschi di Gregorio De Ferrari e del figlio Lorenzo, tra cui il ciclo del Trionfo della Croce, e dipinti dello stesso Lorenzo De Ferrari, G.B. Baiardo e Valerio Castello. L'affresco raffigurante una struttura architettonica a colonne tortili all'interno del tamburo della cupola è opera del quadraturista Francesco Maria Costa (1672-1736).

#### Chiesa di Santa Marta

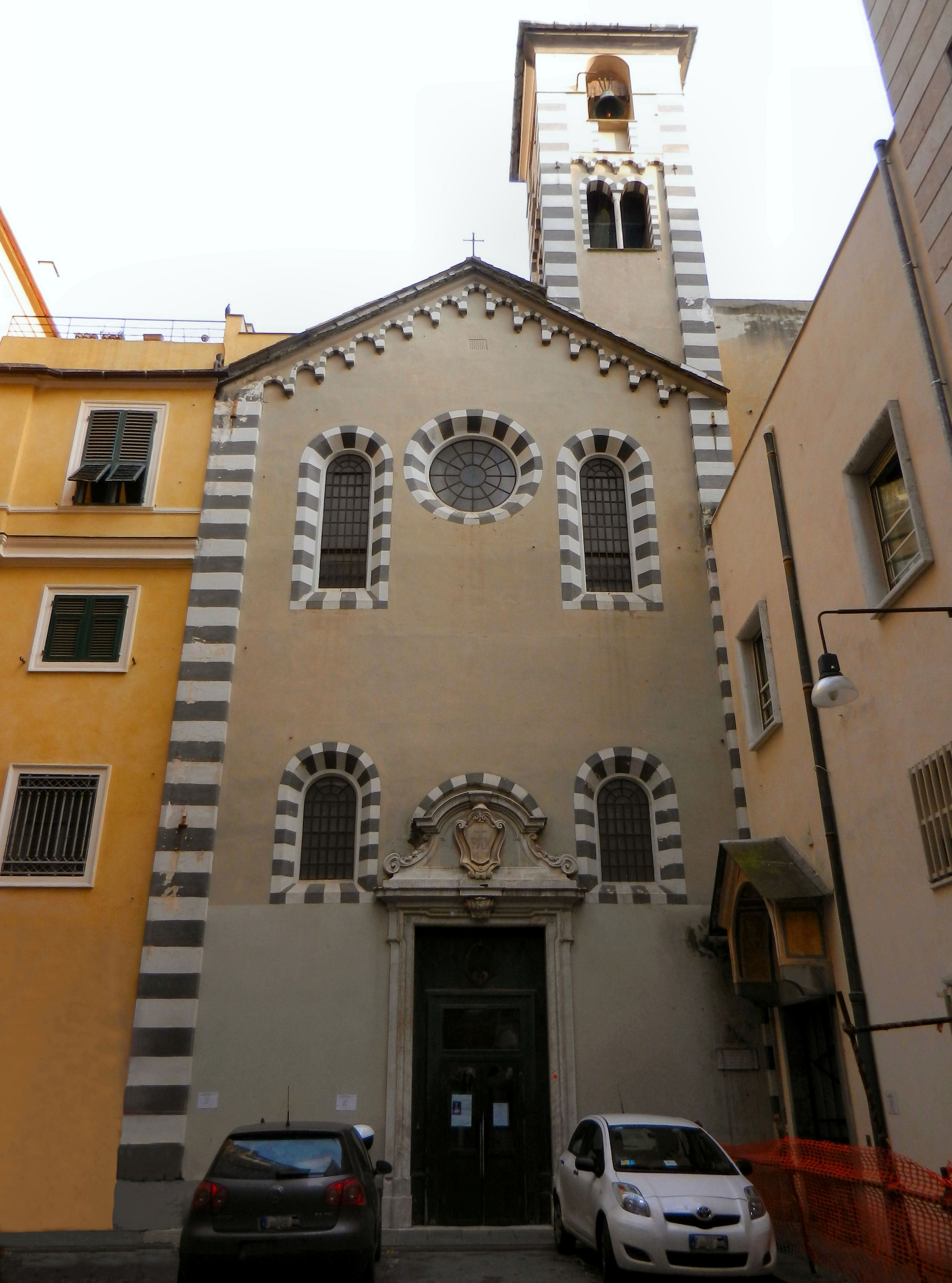
La chiesa di Santa Marta

La chiesa di Santa Marta si trova nell'omonima piazzetta, adiacente a piazza Corvetto e via Roma. Oggi quasi completamente soffocata dallo sviluppo urbanistico del quartiere, e per questo poco conosciuta anche da molti genovesi, vi si accede da Piazza Corvetto, tramite una scala che porta all'ingresso laterale, oppure attraverso un archivolto in largo Eros Lanfranco, di fronte al palazzo della prefettura, o ancora dalla galleria commerciale di via XII Ottobre.
La chiesa nelle forme attuali risale al Cinquecento, ma già dal 1133 qui sorgeva una chiesa intitolata a San Germano, costruita dagli Umiliati.
Ricostruita a partire dal 1535 e intitolata a S. Marta, conserva nella facciata la cornice ad archetti pensili del XIV secolo. L'interno barocco ha la struttura tipica delle chiese monastiche femminili, con tre navate ed il coro sopraelevato con due tribune lungo le pareti della navata centrale. Tra il XVII e il XVIII secolo fu riccamente decorata dai migliori artisti genovesi dei quel periodo, quali Giovanni Battista Carlone, Valerio Castello, Lorenzo De Ferrari, Domenico Fiasella, Carlo Giuseppe Ratti, Domenico e Paolo Gerolamo Piola. Sull'altare maggiore la statua marmorea di Santa Marta in gloria, di Filippo Parodi e un crocifisso di Giovan Francesco Gaggini.
Dopo lo scioglimento dell'ordine degli Umiliati, decretato da Papa Pio V nel 1571, le monache rimasero nel convento ma abbracciarono la regola benedettina. Con le soppressioni del 1797 le monache dovettero abbandonare il convento, che fu trasformato in appartamenti, mentre la chiesa fu utilizzata come magazzino fino al 1826, quando fu riaperta al culto e affidata dal cardinale Luigi Lambruschini agli Operai Evangelici, che l'officiano tuttora. Nel 1873, con l'apertura di via Roma e Galleria Mazzini, il complesso fu completamente circondato da nuove costruzioni.
Con gli interventi urbanistici per la realizzazione del centro direzionale di Piccapietra il convento venne quasi completamente demolito tranne la sala capitolare che ospitò dal 1965 al 1996 la Biblioteca Franzoniana, che dopo vari trasferimenti dal 2008 ha sede nel seicentesco complesso della Madre di Dio.

#### Chiostro di Sant'Andrea

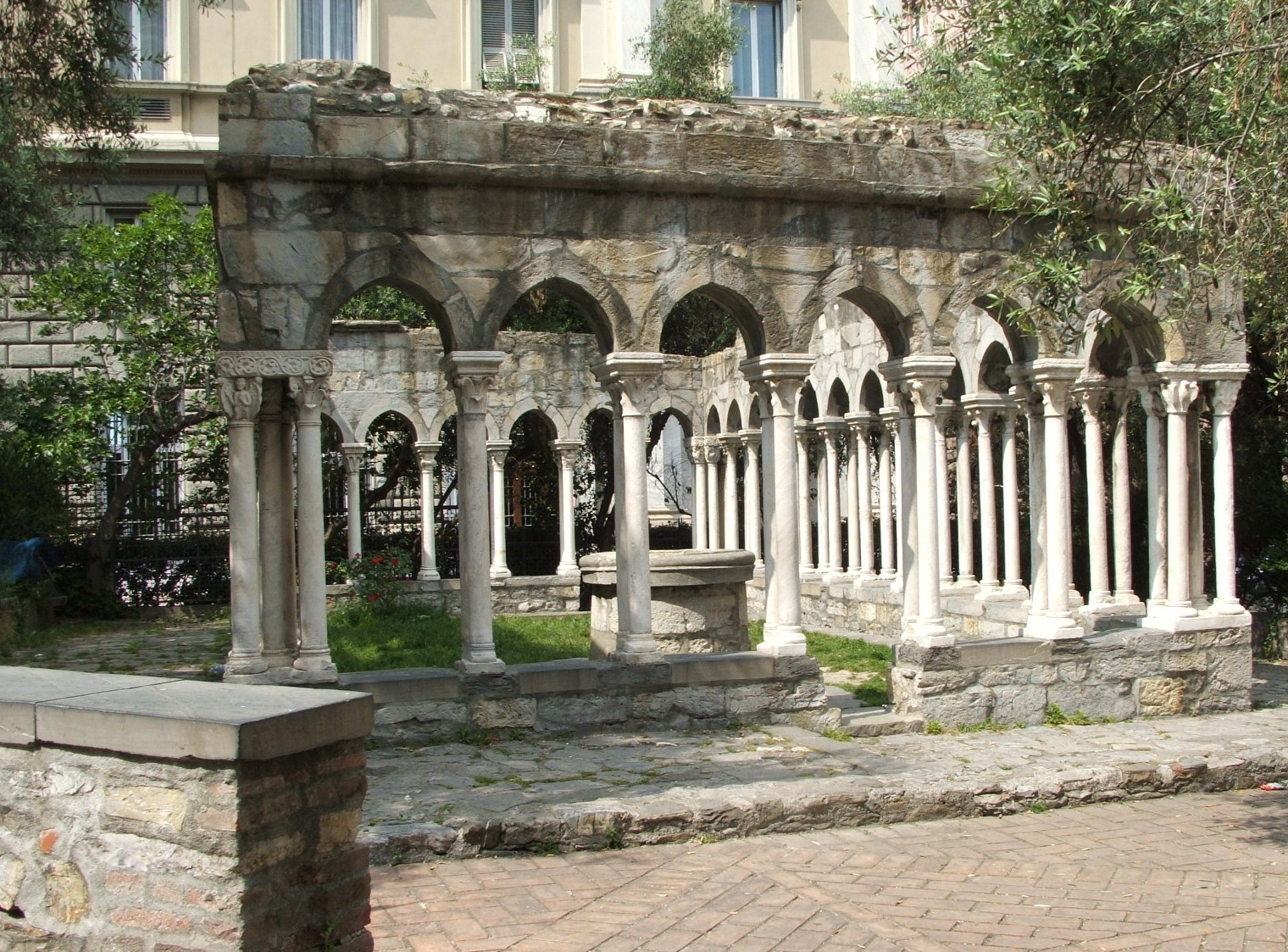
Il chiostro di Sant'Andrea

In un piccolo spazio verde accanto alla casa di Colombo è stato ricomposto il chiostro dello scomparso monastero di Sant'Andrea, demolito nel 1904. In stile romanico, risalente al XII secolo, a pianta rettangolare, il chiostro è costituito da colonnine binate sui lati e a gruppi di sei agli angoli, con capitelli ornati da motivi fitomorfi e zoomorfi; gli elementi che lo componevano, recuperati dall'architetto Alfredo d'Andrade, vennero collocati in questo sito nel 1924.

### Architetture militari

#### Le mura
Il quartiere, come già accennato, un tempo esterno alle mura dette del Barbarossa (XII secolo), è stato poi incluso entro le mura trecentesche. Quanto resta di queste ultime, poi modificate nel Cinquecento, delimita l'attuale quartiere di Portoria dalla zona di S. Vincenzo, mentre della cinta muraria più antica rimane solo la Porta Soprana.
- Mura del Barbarossa (XII secolo). Le mura del Barbarossa, costruite nel 1155, si collegavano alla precedente cinta nei pressi della Porta Soprana (che già faceva parte della cinta di epoca carolingia), risalivano poi i colli di S. Andrea e di Piccapietra fino alla porta di San Germano (o dell'Acquasola), che si trovava dov'è ora piazza Corvetto. In questo tratto si aprivano il portello di S. Egidio, demolito nel XVII secolo per l'apertura di via Giulia e la Porta Aurea (attuale piazza Piccapietra), i cui resti scomparvero con gli sconvolgimenti urbanistici degli anni sessanta.[77] Il tratto delle mura ancora esistente alla fine dell'Ottocento sul colle di S. Andrea scomparve invece nel 1904 con gli sbancamenti per l'ampliamento di piazza De Ferrari.
- Mura del Cinquecento. La cinta muraria trecentesca, poi modificata nel cinquecento mantenendo però lo stesso percorso, comprende il tratto che va dal bastione dell'Acquasola fino al Ponte Monumentale. Questo tratto di mura, sopra alle quali corre l'attuale corso A. Podestà, che scavalca via XX Settembre passando sul Ponte Monumentale, è ancora ben conservato; vi si aprivano le porte dell'Acquasola (scomparsa con la realizzazione di piazza Corvetto), dell'Olivella (detta anche di S. Caterina), ancora esistente, che collegava il borgo di Piccapietra, cuore dell'antica Portoria, con S. Vincenzo attraverso la salita della Tosse, e infine la principale, la porta degli Archi o di S. Stefano, aperta in occasione della ristrutturazione cinquecentesca, che sorgeva dov'è oggi il Ponte Monumentale.

#### Porta Soprana

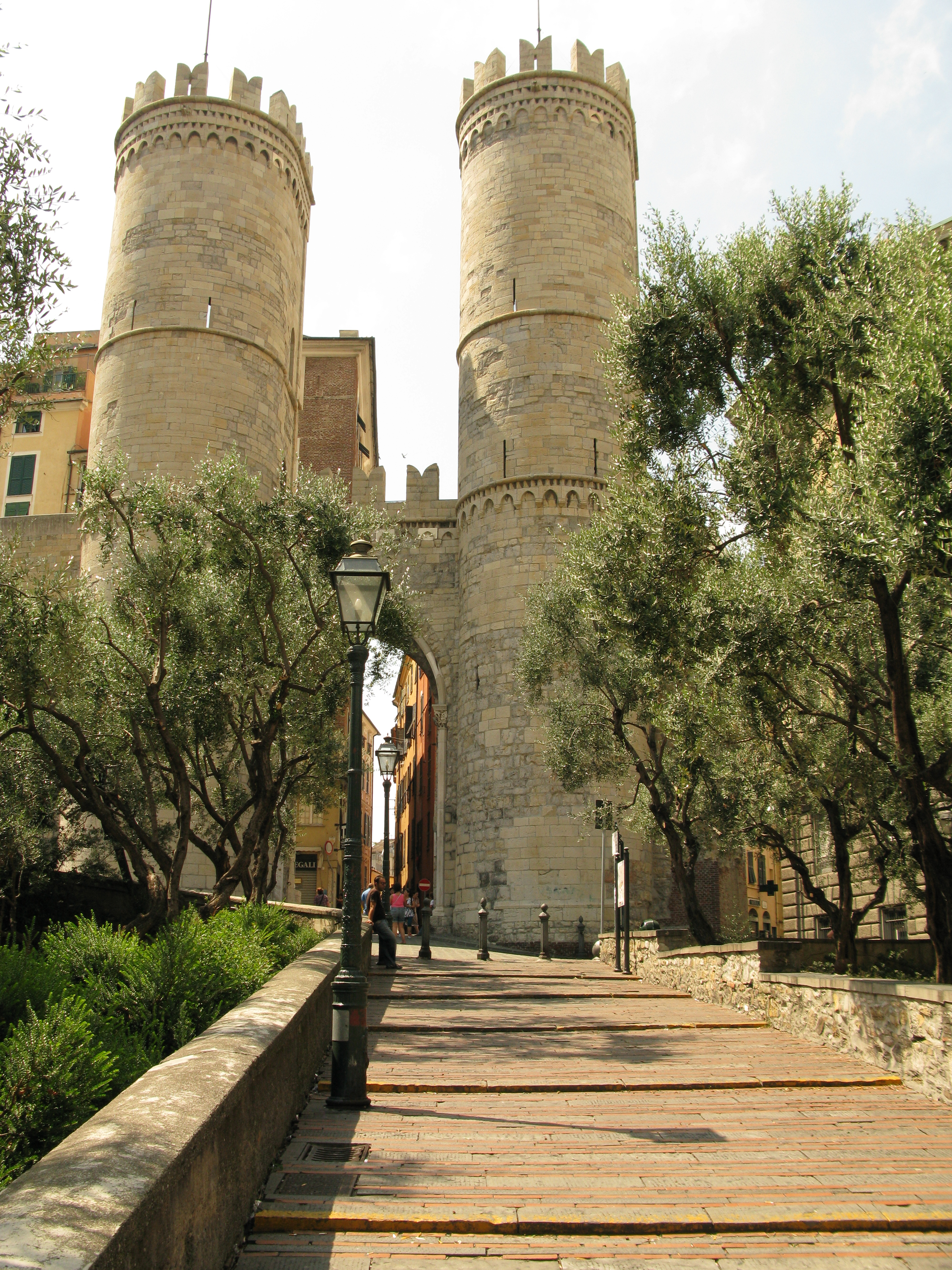
Le torri di Porta Soprana

Situata al limite tra il quartiere di Portoria e quello del Molo, si affaccia con il lato esterno sulla piazza Dante. Era una delle principali porte della cinta muraria medioevale detta "del Barbarossa" ed è situata alla sommità del Piano di Sant'Andrea. Già inclusa nella precedente cinta muraria, fu in quell'occasione ristrutturata in forma monumentale, con le due torri a ferro di cavallo. A partire dal XIV secolo, quando con la costruzione di una nuova cinta muraria più esterna la porta aveva perso la sua importanza strategica, a ridosso delle sue torri furono costruite case di abitazione. Nell'ultimo decennio dell'Ottocento l'arco e la torre settentrionale furono restaurati a cura di Alfredo d'Andrade, all'epoca direttore della Sovrintendenza di Belle Arti; nel 1938 sotto la direzione di Orlando Grosso fu recuperata anche la torre meridionale, rimasta fino ad allora inglobata in un edificio di civile abitazione. La struttura della porta richiama quella delle porte romane del tardo Impero, con un arco ogivale che si apre fra due torri semicilindriche coronate da una merlatura ghibellina.

#### Porta degli Archi (o dell'Arco)
Realizzata nel 1539 su progetto di Giovanni Maria Olgiati, era decorata sul lato esterno con colonne doriche in travertino e sormontata da una statua di Santo Stefano, realizzata da Taddeo Carlone. Nel 1896, in seguito alla realizzazione di via XX Settembre e della costruzione del Ponte Monumentale fu smontata e ricostruita presso le Mura del Prato, in via R.Banderali, nella zona di Carignano. Una targa ricorda il trasferimento della porta.

#### Porta dell'Olivella

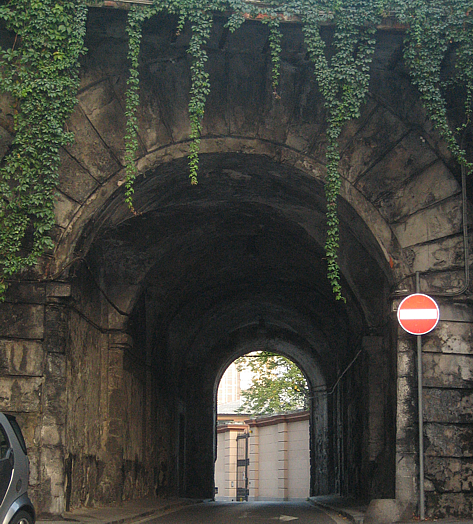
Porta dell'Olivella

La porta dell'Olivella, nei pressi della chiesa di Santo Stefano, faceva parte delle mura del XIV secolo; con la ristrutturazione del Cinquecento fu sostituita dalla porta dell'Arco e rimase per molto tempo chiusa; fu riaperta solo intorno al 1825, quando fu realizzato il parco dell'Acquasola. Nei pressi di questa porta, all'interno delle mura, aveva abitato il padre di Cristoforo Colombo, Domenico, in una casa demolita verso la fine del XV secolo per costruire l'ospedale di Pammatone e nella quale nel 1451 sarebbe nato il celebre navigatore.

## Infrastrutture e trasporti

### Autostrade
Il casello autostradale più vicino è quello di Genova-Est sull'Autostrada A12 Genova - Livorno, che si trova nel quartiere di Staglieno, a 5 km.

### Ferrovie
La stazione di Genova Brignole si trova a circa 1 km da piazza De Ferrari

### Trasporti urbani
- Metropolitana. Il quartiere è servito dalla stazione De Ferrari della metropolitana di Genova della quale è stata il capolinea a levante fino all'apertura della stazione Brignole, nel dicembre 2012. È inoltre presente la struttura della stazione Corvetto, posta tra le stazioni De Ferrari e Brignole e che doveva essere aperta in concomitanza con quest'ultima; tuttavia, alcuni problemi economici spinsero gli amministratori a rimandarne la conclusione dei lavori e la conseguente apertura a data da destinarsi. Al momento (gennaio 2022) la struttura della stazione è usata come camera d'aerazione per la linea.
- Autobus. Numerose linee di autobus urbani dell'AMT fanno capo a piazza De Ferrari o attraversano il quartiere, collegandolo con Sampierdarena, il levante, la Val Bisagno e le soprastanti zone collinari.

### Aeroporti
- Aeroporto di Genova-Sestri - 11 km.

### Ospedali
- Ospedale Galliera - circa 1 km
- Ospedale San Martino - 4 km.